# Ford Explorer
Ford Explorer – samochód osobowy typu SUV klasy średniej, a następnie klasy wyższej produkowany pod amerykańską marką Ford od 1990 roku. Od 2019 roku produkowana jest szósta generacja modelu.

## Pierwsza generacja

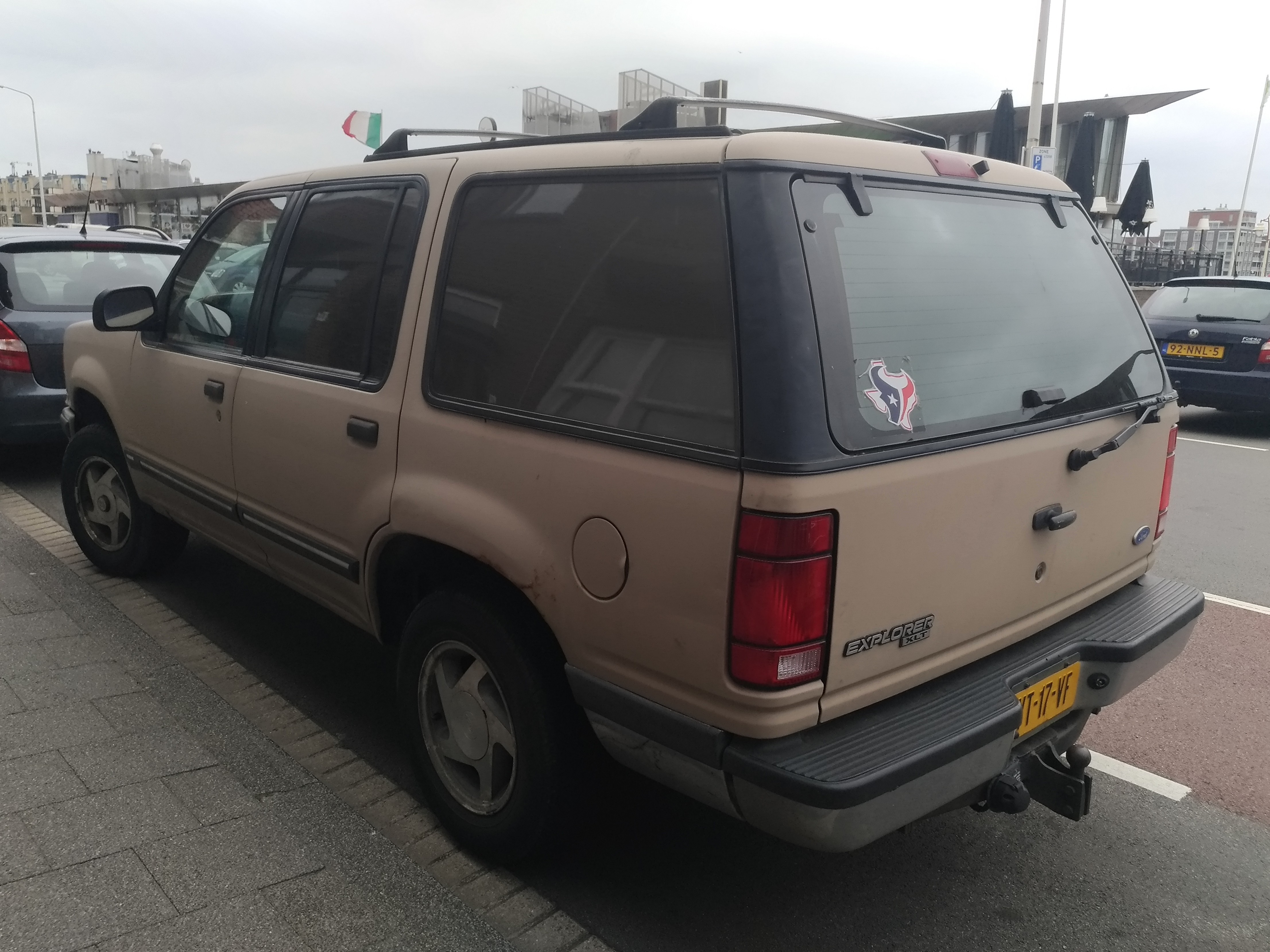
Ford Explorer I - tył

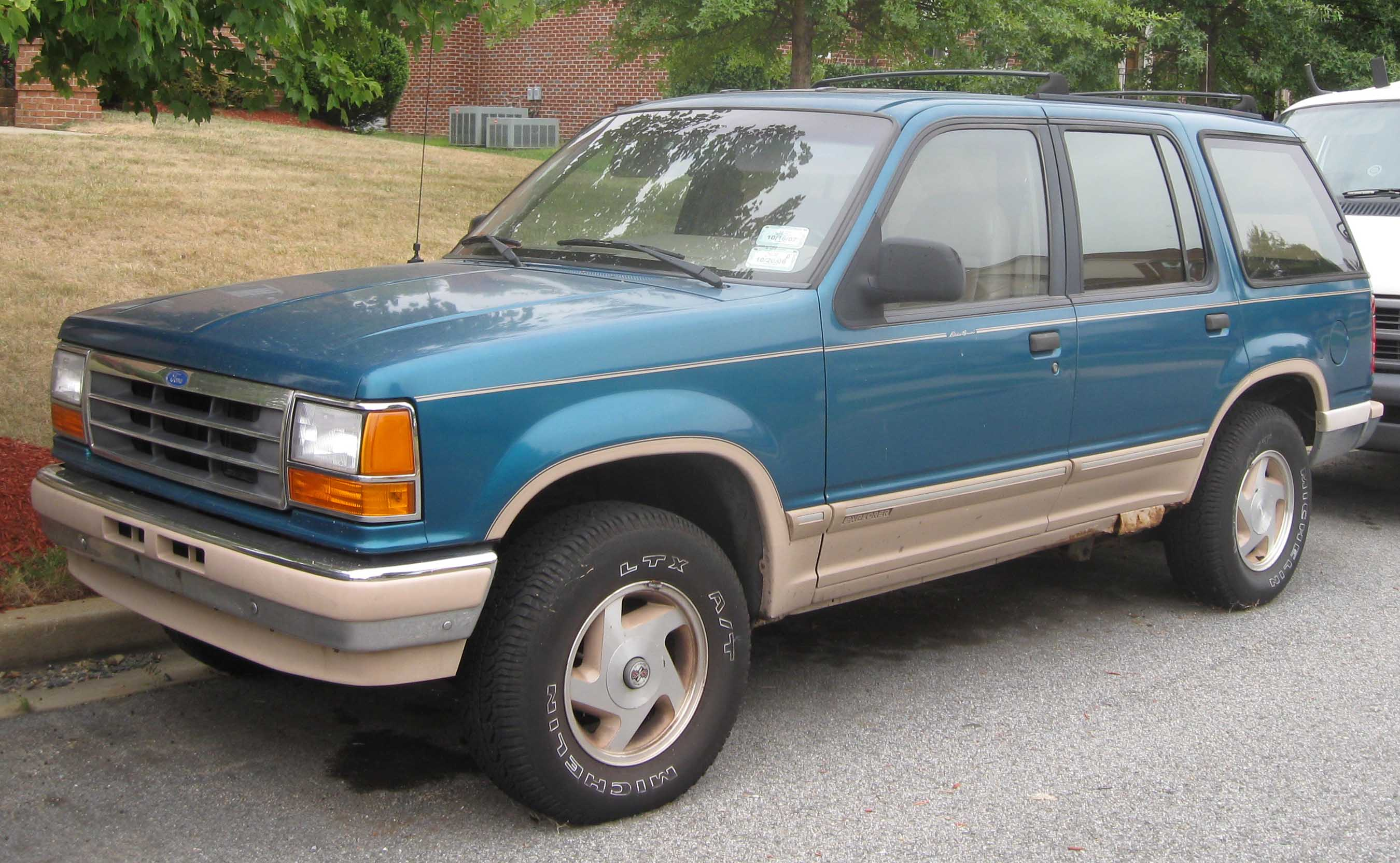
Ford Explorer I Eddie Bauer

Ford Explorer I został po raz pierwszy zaprezentowany w 1990 roku.
Model Explorer pojawił się w amerykańskiej ofercie Ford w ramach kompleksowej modernizacji oferty, jaką prowadzono na przełomie lat 80. i 90. XX wieku. Samochód docelowo powstał jako następca najmniejszego SUV-a w dotychczasowej gamie, modelu Bronco II.
Pod kątem technicznym Explorer pierwszej generacji dzielił szeroki zakres podzespołów i komponentów z poprzednikiem, na czele z układem zawieszenia. Pod kątem wizualnym z kolei pojazd wyróżniała wysoka, kanciasta karoseria z charakterystycznymi prostokątnymi reflektorami i atrapą chłodnicy o kolorze i fakturze uzależnionej od jednej z pięciu wersji wyposażeniowych.
Pojazd został wyposażony w produkowanej w niemieckiej fabryce koncernu w Kolonii silnik V6 o pojemności 4 litrów i mocy maksymalnej 155 KM. W 1993 roku jednostka napędowa została przeprojektowana, uzyskując z niej większą moc - 170 KM.
Ford Explorer I odniósł duży sukces rynkowy w rodzimych Stanach Zjednoczonych, stając się najpopularniejszym SUV-em pierwszej połowy lat 90. i przyczyniając się do popularyzacji tego typu samochodu. Z 300 tysiącami sprzedanych sztuk, pojazd pozwolił Fordowi zdominować segment, w którym obecność w międzyczasie zaznaczył także konkurencyjny Chevrolet i Jeep.

### Wersje wyposażeniowe[1]
- XL
- XLS
- XLT
- Eddie Bauer
- Limited

### Silnik
- V6 4.0l OHV Cologne

### Explorer Sport

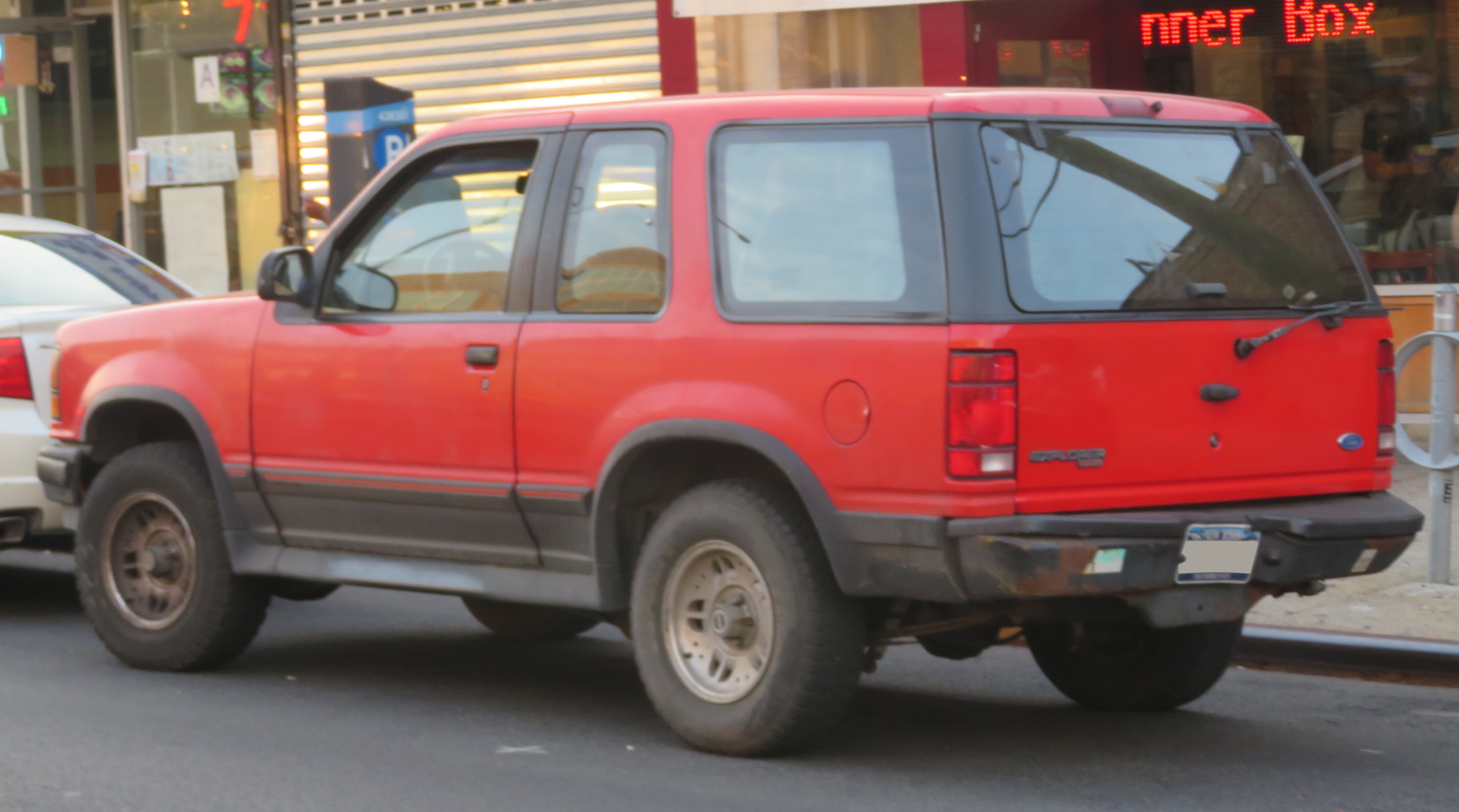
Ford Explorer I - tył

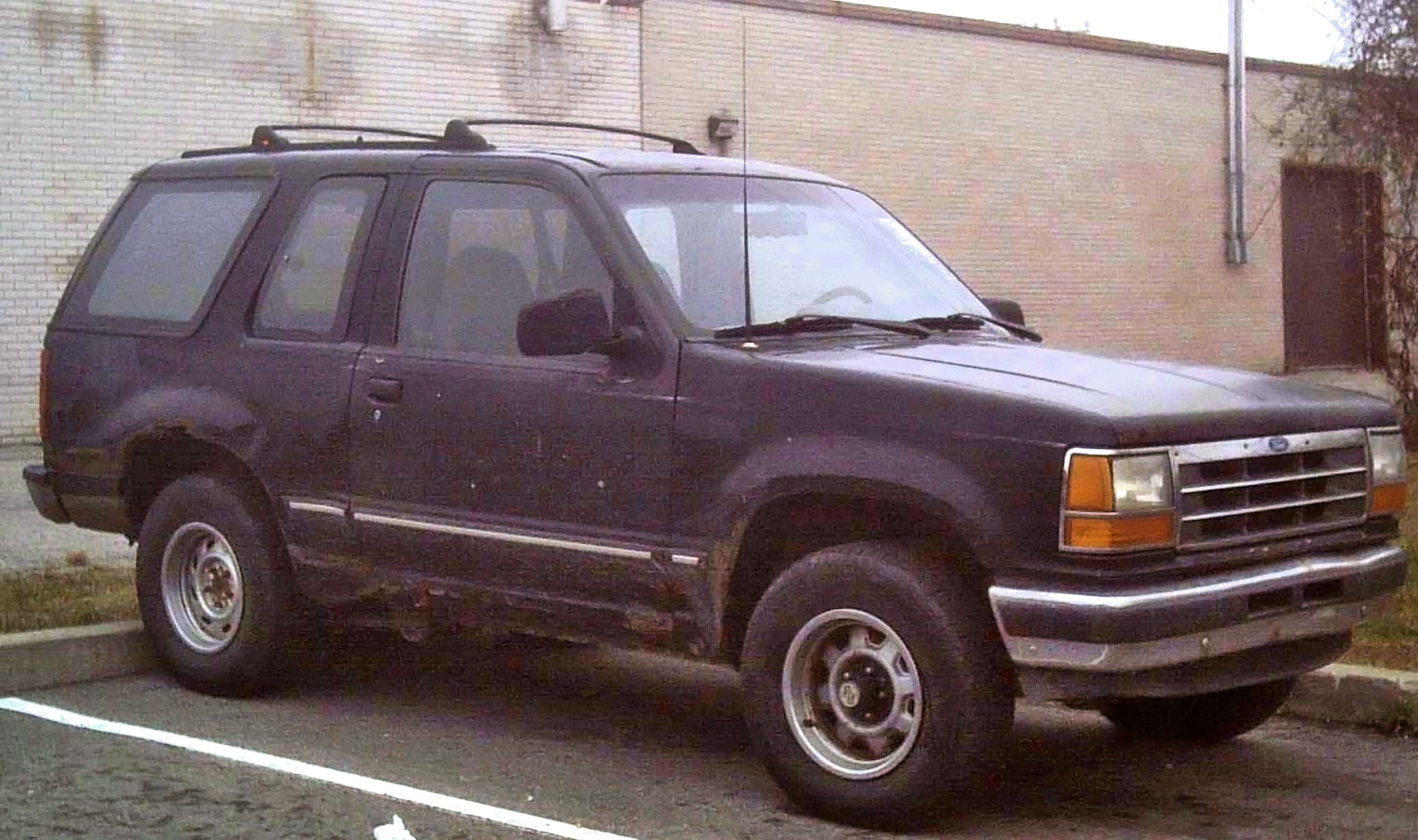
Ford Explorer Sport I XL

Ford Explorer Sport I został po raz pierwszy zaprezentowany w 1990 roku.
Równolegle z podstawowym, pięciodrzwiowym wariantem nadwozia, Ford przedstawił także skrócony model o nazwie Explorer Sport. Odtworzył on koncepcję poprzednika, Bronco II, podobnie jak on wyróżniając się 3-drzwiowym nadwoziem.
Pod kątem wizualnym pierwsza generacja Explorera Sport zachowała umiarkowany zakres różnic względem klasycznego Explorera. Główną różnicą było przedzielenie bocznej linii szyb ściętym, szerokim słupkiem. Technicznie pojazd odróżniał się wyraźnie skróconym rozstawem osi, który przedłożył się na mniejsze i bardziej kompaktowe nadwozie.
To na podstawie skróconego wariantu Explorer Sport oparty był także bliźniaczy model Mazda Navajo, który japoński producent oferował równolegle w Ameryce Północnej w ramach zakrojonego na szeroką skalę partnerstwa technologicznego z Fordem.

### Silnik
- V6 4.0l OHV Cologne

## Druga generacja

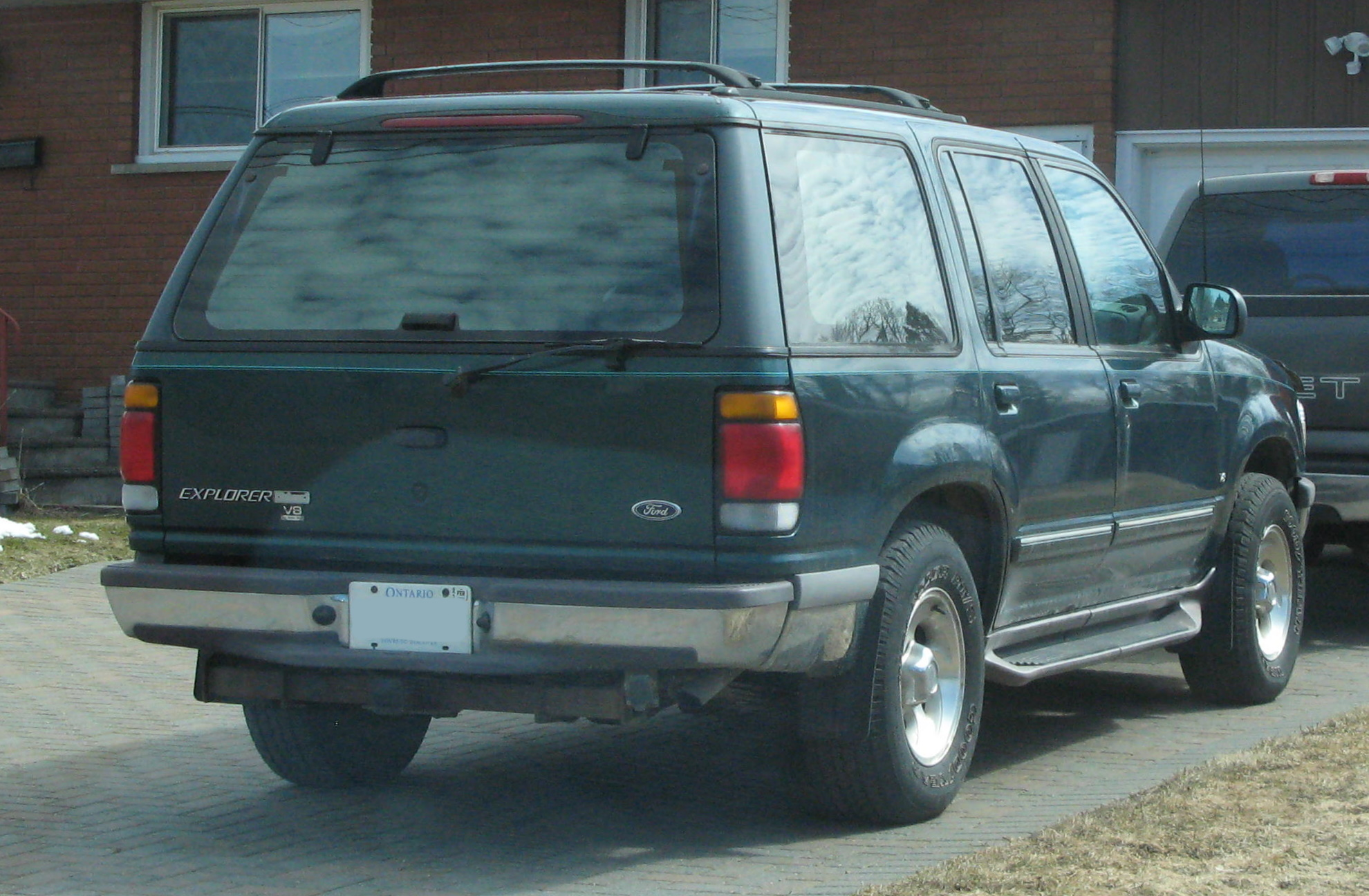
Ford Explorer II - tył

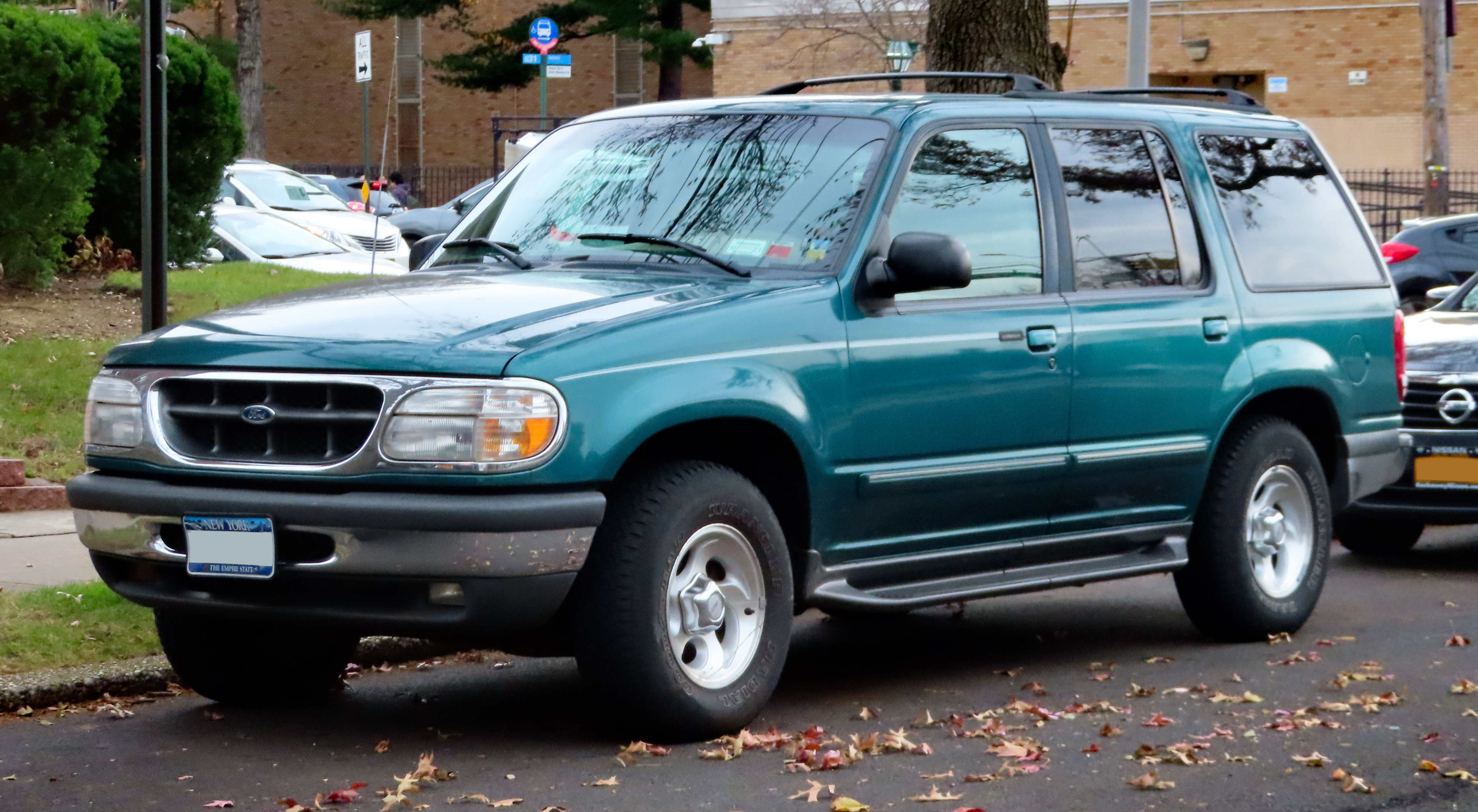
Ford Explorer II po liftingu

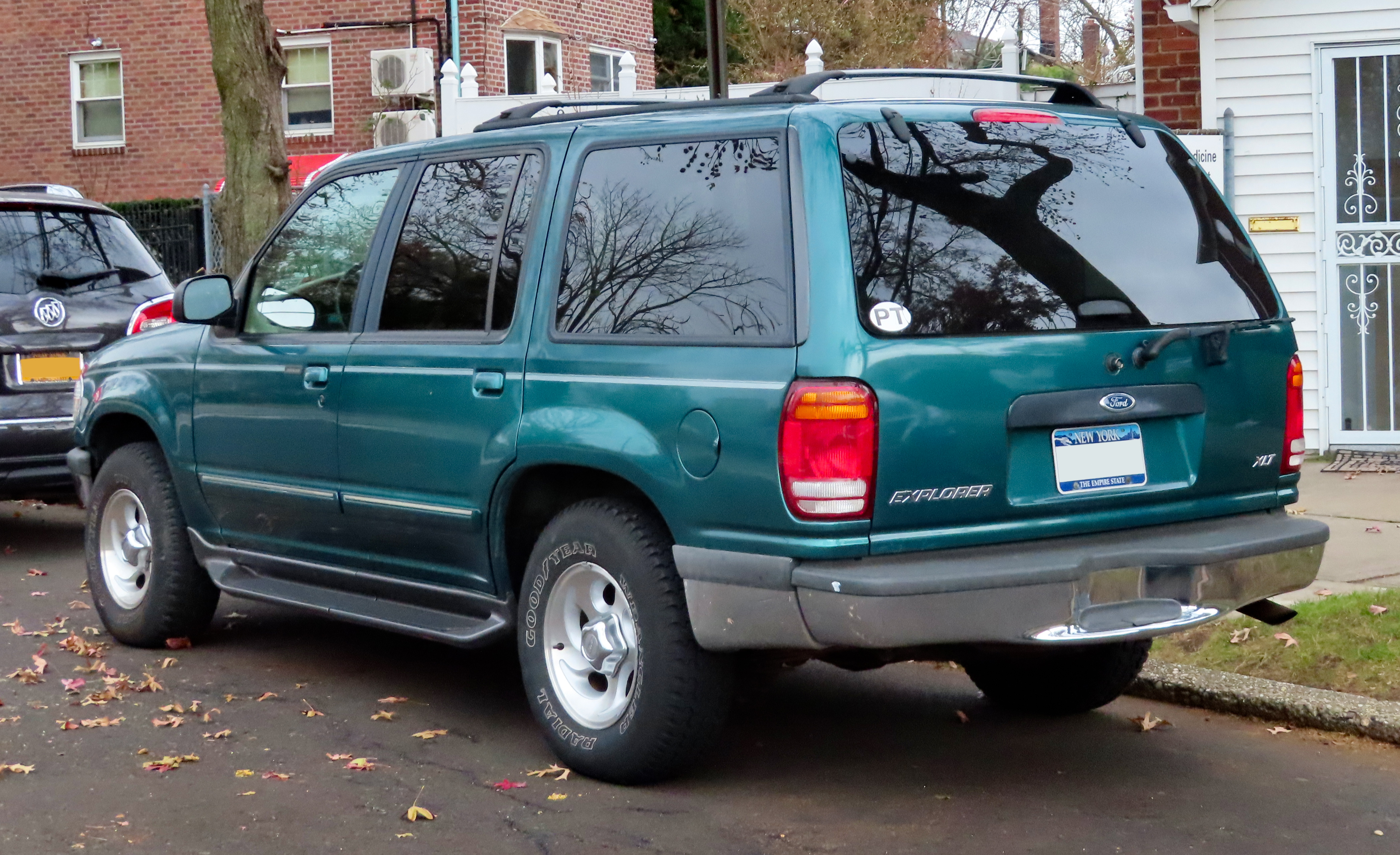
Ford Explorer II - tył po liftingu

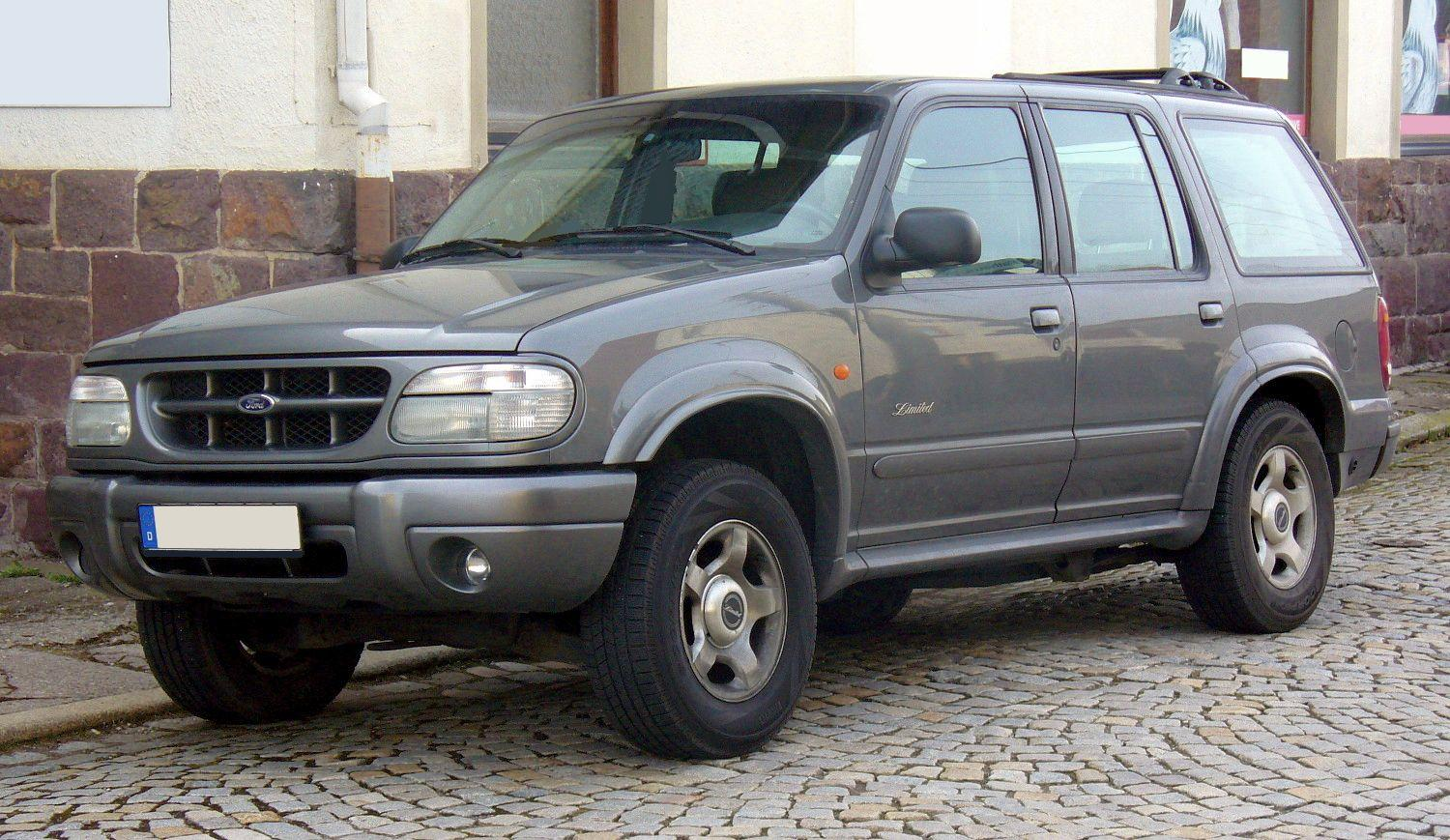
Ford Explorer II w Europie

Ford Explorer II został po raz pierwszy zaprezentowany w 1994 roku.
Cztery lata po debiucie Explorera na rynku, Ford zdecydował się głęboko zmodernizować koncepcję pierwszej generacji, czyniąc z niej drugie wcielenie. Z zewnątrz samochód zachował jednak obszerne pokrewieństwo z poprzednikiem m.in. bryłą nadwozia, jak identycznym kształtem drzwi i linii okien.
Z drugiej strony, samochód odszedł od dotychczasowego kanciastego wzornictwa, zyskując bardziej obły przód z charakterystycznymi, owalnymi reflektorami i atrapą chłodnicy o chromowanym wykończeniu. W związku z wycofaniem z rynku modelu Bronco, Ford zdecydował się zapełnić po nim lukę poprzez wydłużenie Explorera drugiej generacji.
Podobnie jak w przypadku poprzednika, producent chciał uatrakcyjnić ofertę poprzez szeroką gamę wariantów wyposażeniowych, na czele z topowymi Limited oraz Eddie Bauer, które charakteryzuwały się bogatym wyposażeniem standardowym, skórzaną tapicerką czy obniżonym zaiweszeniem. Samochód charakteryzował się relatywnie dużą ładownością cięgającą ponad 3000 kilogramów.
Samochód dostępny był z nową, mocniejszą jednostką napędową konstrukcji Forda. Było to 5-litrowe V8 o mocy 210 KM, które uzupełniło dotychczasową ofertę silnikową składającą się z mniejszego i słabszego V6 rozwijającego 205 KM.

### Lifting
W 1997 roku Ford Explorer drugiej generacji przeszedł obszerną restylizację, która objęła zmiany w gamie jednostek napędowych, wariantów wyposażenia, a także stylizacji nadwozia.
Przeprojektowano atrapę chłodnicy i zderzaki, przemodelowano reflektory, a także gruntownie zmodyfikowano tylną część nadwozia - pojawiły się tam nowe lampy i miejsce na tablicę rejestracyjną przeniesione na klapę bagażnika. Zmiany objęły także kabinę pasażerską, gdzie pojawiło się nowe koło kierownicy i panel klimatyzacji, a także system Mach Audio wyposażony m.in. w subwoofery.

### Sprzedaż
Explorer drugiej generacji był pierwszym wcieleniem tego amerykańskiego SUV-a, którego trafił do sprzedaży także na globalnych rynkach eksportowych. Pojazd trafił do sprzedaży na rynkach europejskich, a także w krajach z rynkiem lewostronnym jak  Australia, Nowa Zelandia czy RPA.
O ile na Antypodach pojazd oferowano do końca cyklu rynkowego i zastąpiono go nowym modelem, tak w Europie samochód zniknął ze w 2000 roku bez następcy z powodu niezadowalających wyników sprzedażowych.

### Silniki
- V6 4.0 OHV 160 KM
- V6 4.0 SOHC 205 KM
- V8 5.0 OHV 210 KM

### Explorer Sport

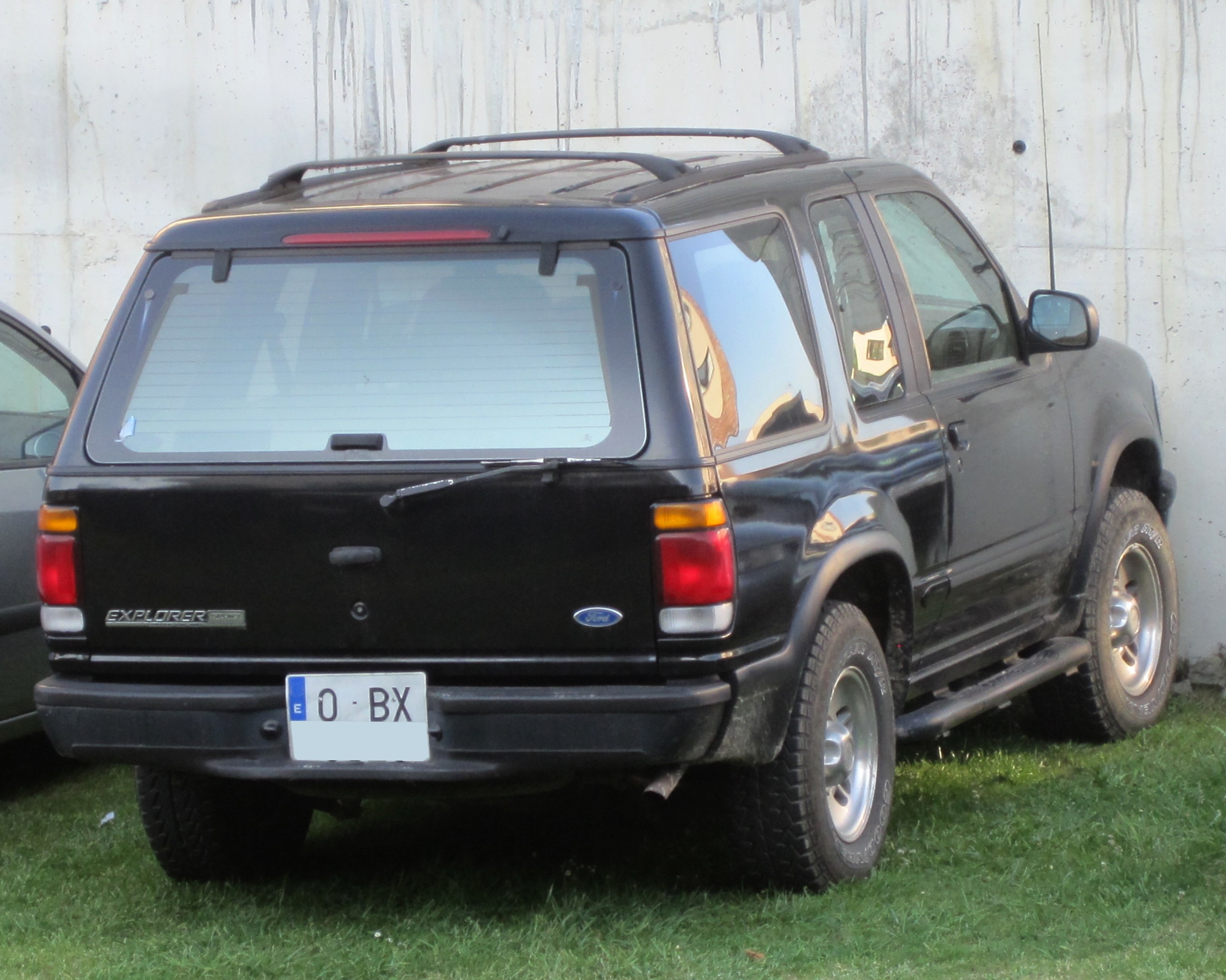
Ford Explorer II - tył

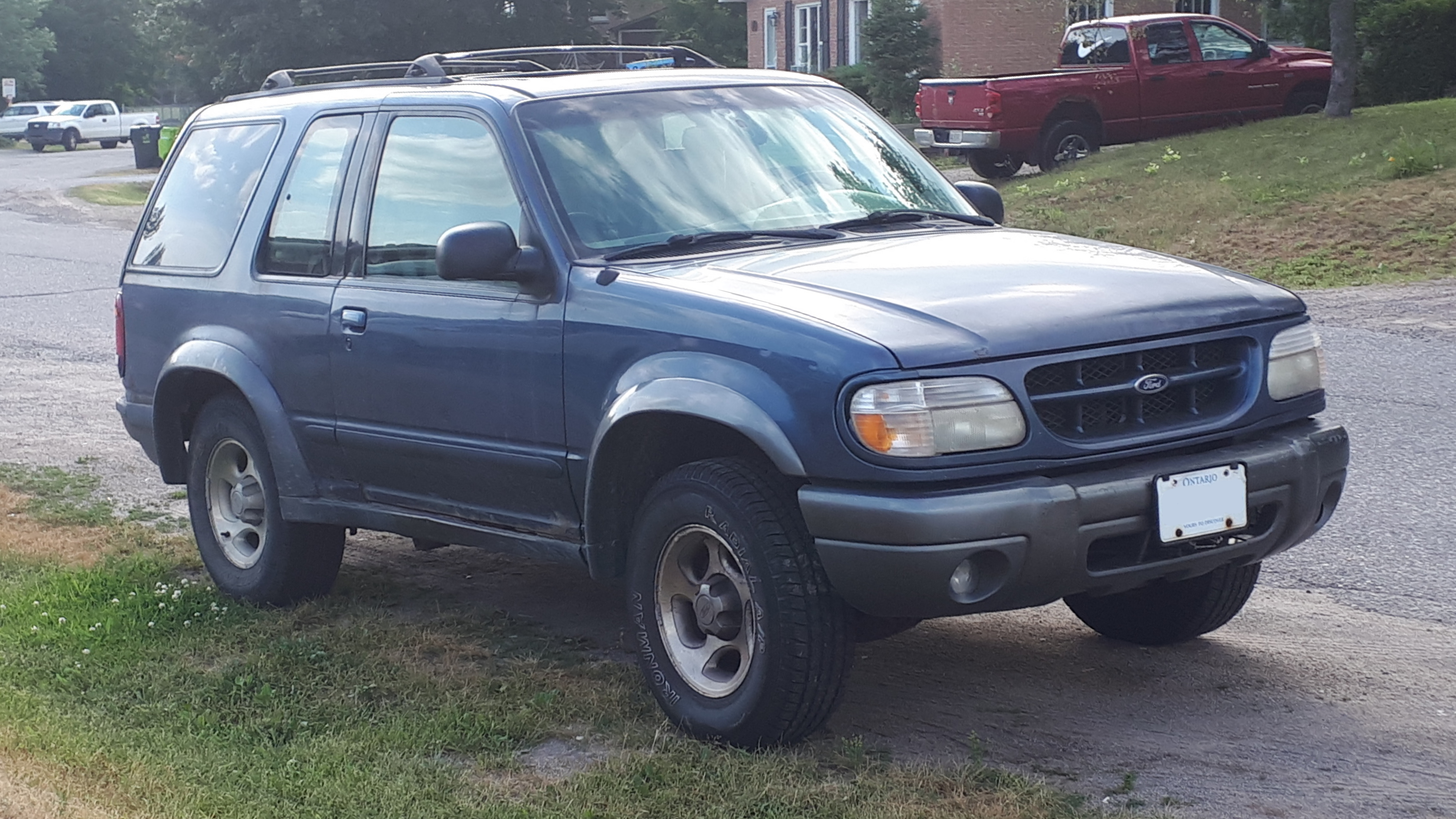
Ford Explorer Sport II po liftingu

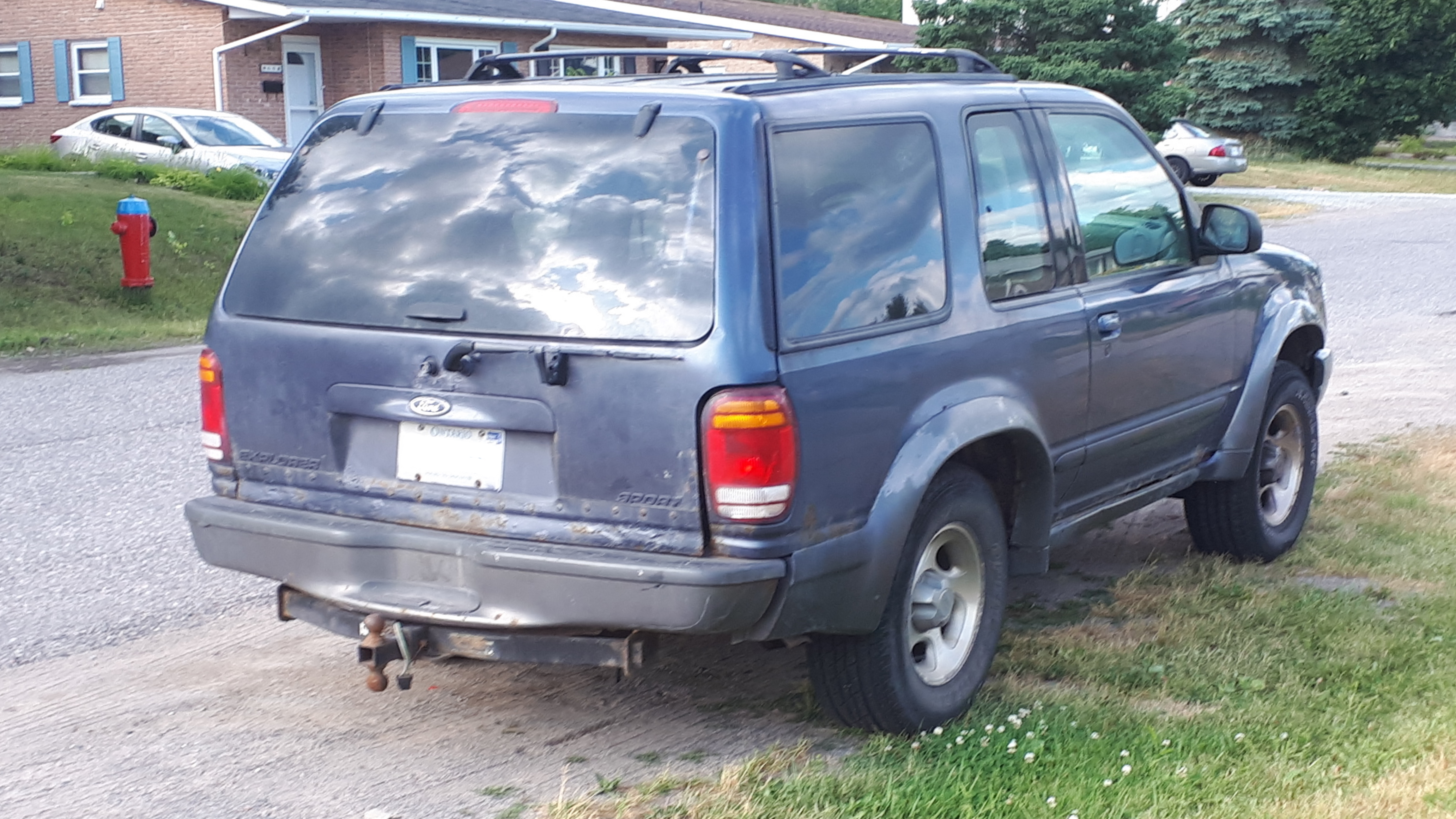
Ford Explorer Sport II - tył po liftingu

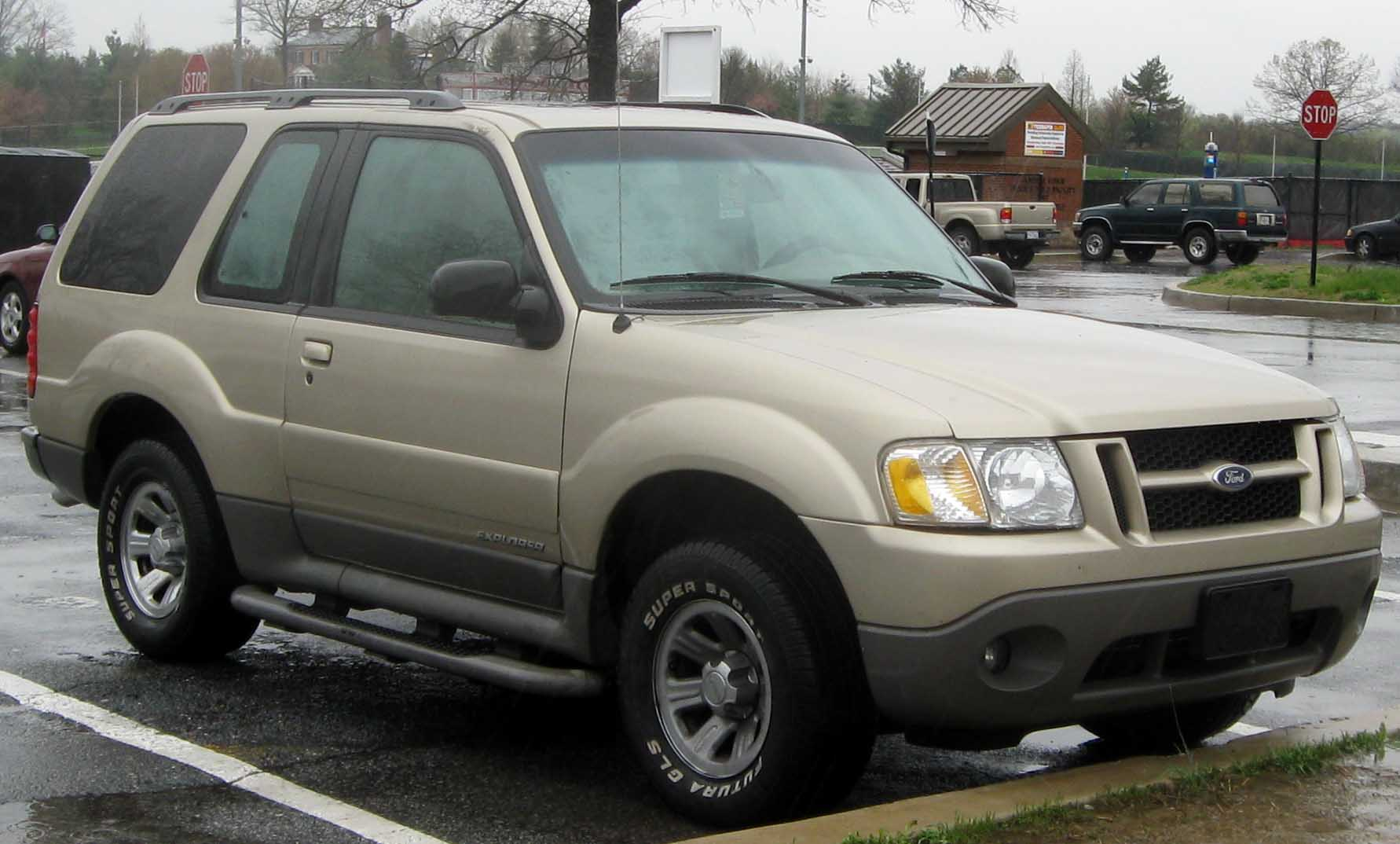
Ford Explorer Sport II po drugim liftingu

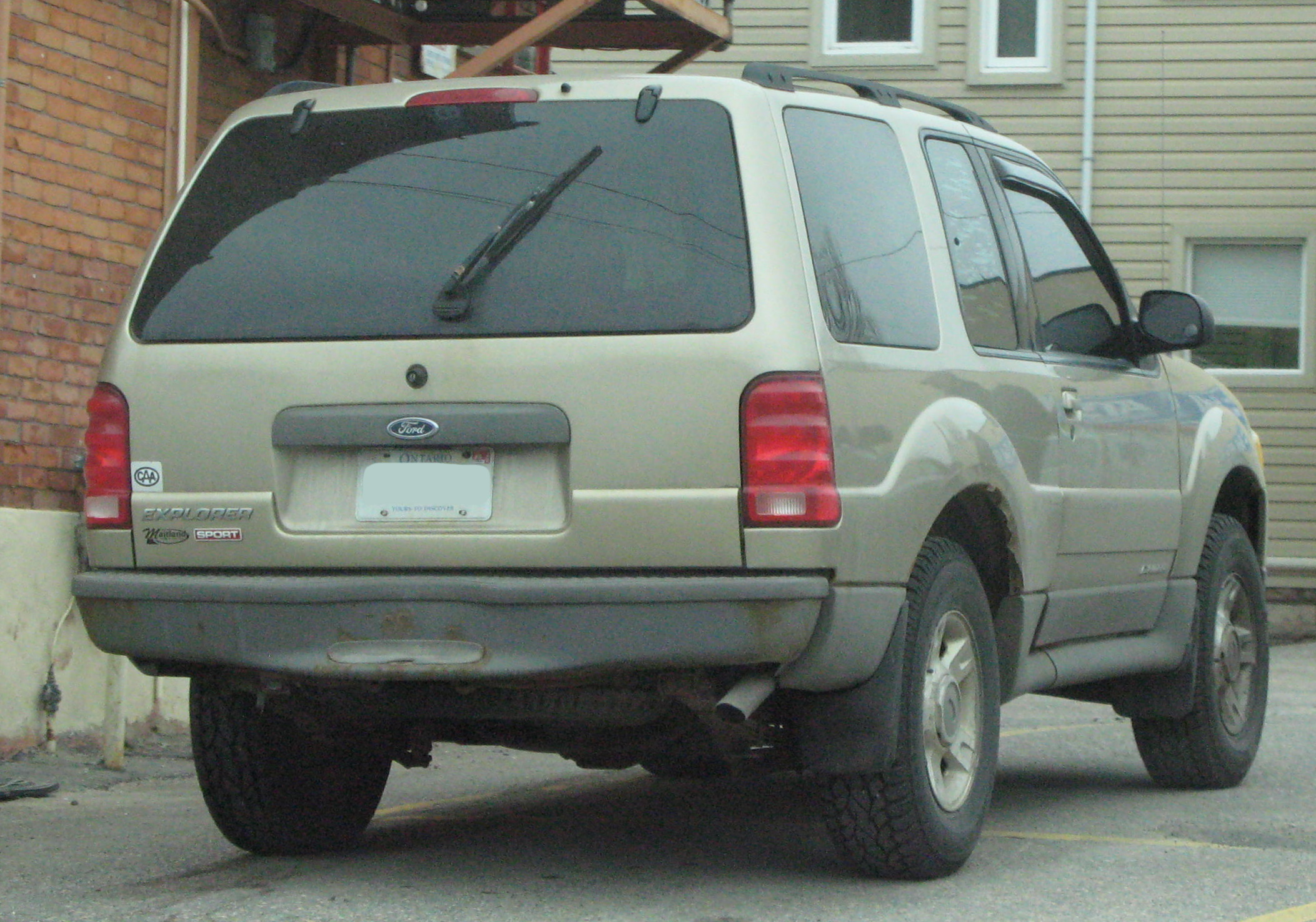
Ford Explorer Sport II - tył po drugim liftingu

Ford Explorer Sport II został po raz pierwszy zaprezentowany w 1994 roku.
Podobnie jak w przypadku pierwszej generacji, drugie wcielenie Forda Explorera trafiło na rynek nie tylko w pięciodrzwiowej odmianie, ale i jako krótszy, 3-drzwiowy SUV o przydomku Sport. Samochód ponownie charakteryzował się krótszym nadwoziem i krótszym rozstawem osi, a także charakterystyczną poprzeczką przedzielającą boczne szyby na wysokości drugiego rzędu siedzeń.
Pozostałe elementy wyglądu zewnętrznego pozostały całkowicie tożsame z podstawowym Explorerem - taki sam był zarówno pas przedni, jak i tylna część nadwozia oraz wystrój kabiny pasażerskiej.
W pierwszych 4 latach produkcji Explorer Sport charakteryzował się też takim samym poziomem wyposażenia jak klasyczny Explorer, co uległo zmianie w 1998 roku po restylizacji. Gama wariantów wyposażeniowych została okrojona tylko do jednego wariantu nazywanego po prostu Sport.

### Restylizacje
W 1997 roku Ford Explorer Sport drugiej generacji przeszedł pierwszą restylizację, która objęła go równolegle z dłuższym, klasycznym Explorerem. W efekcie zmienił się wygląd pasa przedniego z atrapą chłodnicy i zderzakiem na czele, z kolei z tyłu zmodyfikowano kształt lamp i przeniesiono miejsce na tablicę rejestracyjną na klapę bagażnika.
W czasie, gdy w 2000 roku podstawowy, długi Ford Explorer zadebiutował w formie zbudowanej od podstaw, zupełnie nowej trzeciej generacji, tak odmiana Sport pozostała w produkcji w niezmienionej postaci przez kolejny rok. W 2001 zdecydowano się przedłużyć jej obecność rynkową w ramach gruntownej modernizacji.
Samochód otrzymał zupełnie nowy wygląd pasa przedniego tożsamy z równolegle debiutującym pick-upem Explorer Sport Trac, wyróżniając się dużymi prostokątnymi reflektorami nachodzącymi na błotniki i obszerną atrapą chłodnicy przedzieloną poprzeczką w kolorze nadwozia.
Ponadto, zmodyfikowana została także tylna część nadwozia, gdzie przeprojektowano reflektory, klapę bagażnika i tylny zderzak. W kabinie pasażerskiej zastosowano nowy projekt deski rozdzielczej odróżniający się wielobarwną fakturą materiałów, a także kołem kierownicy z kolorowym, niebieskim logo producenta. Pod tą postacią zmodernizowany Explorer Sport drugiej generacji wytwarzany był do 2003 roku, po czym zniknął z rynku bez bezpośredniej kontynuacji.

### Silniki
- V6 4.0 OHV 160 KM
- V6 4.0 SOHC 205 KM
- V8 5.0 OHV 210 KM

### Skandal wokół ogumienia

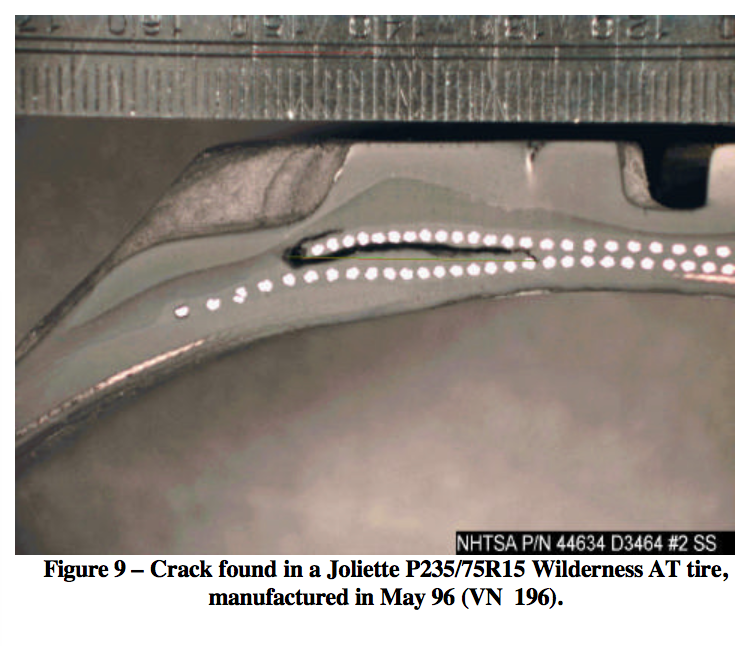
Rozszczepiona opona Firestone

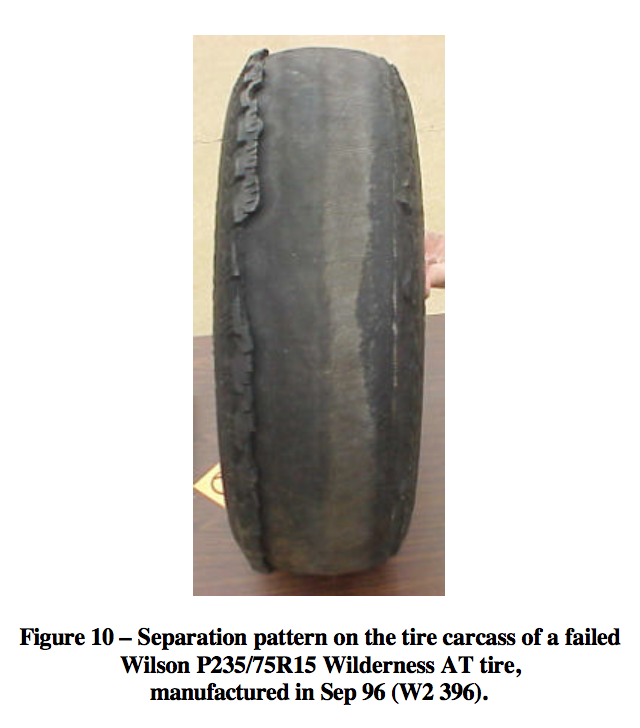
Oderwany bieżnik w oponie Firestone Wilderness

Explorer II był pierwszym SUV-em na rynku, który wyposażony był równocześnie zarówno w poduszki powietrzne kierowcy, jak i pasażera. Paradoksalnie, to z powodu kwestii bezpieczeństwa samochód stał się przedmiotem skandalu, który wybuchł w ostatnim roku produkcji drugiej generacji.
W 2000 roku amerykańska agencja NHTSA rozpoczęła śledztwo wokół ponadnormatywnej fali wypadków Explorerów, które charakteryzowały się podobnym przebiegiem: gwałtowne dachowanie skutkowało śmiercią lub poważnymi obrażeniami kierowców oraz pasażerów. W wyniku postępowania ustalono, że przyczyną był nieprawidłowo ukształtowany bieżnik w fabrycznie montowanych oponach Firestone, który w wyniku błędów konstrukcyjnych sprzyjał utracie panowania nad samochodem przez kierowcę i dachowaniu. Wykazano, że w warunkach szybkiej jazdy opony mogą pękać, z kolei przy wysokiej temperaturze zewnętrznej i prędkości powyżej 100 km/h może odpadać od nich bieżnik.
Poza raportem NHTSA, który wywołał ogólnokrajowy skandal szeroko opisywany także w mediach międzynarodowych, sprawy wypadków Explorerów prowadzących do śmierci lub obrażeń pasażerów trafiły także na wokandę amerykańskich sądów. W polskim tygodniku Przegląd w 2000 roku opisana została historia rodziny Taylorów z miasteczka Mexia w Teksasie, których 14-letnia bliska w październiku 1998 roku zginęła w tragicznym dachowaniu SUV-a Forda w wyniku wybuchu tylnej opony, a prowadzący został ciężko ranny. Sprawa zdobyła rozgłos, którego skutkiem było wycofanie ze przez Firestone pod presją opinii publicznej 6,5 miliona sztuk 15-calowego ogumienia ATX i ATX2, a także feralnej linii Wilderness montowanego w Fordzie Explorerze.
Lawina, którą zapoczątkował skandal wokół ogumienia Firestone doprowadził do daleko idących skutków. Wycofanie trzech popularnych partii opon skutkowało brakami w magazynach, wydłużając o nawet kilka miesięcy ustalone wcześniej wymiany opon w punktach wulkanizacyjnych w USA. Decyzja producenta opon uderzyła także ponownie w Forda - z powodu braku ogumienia, producent musiał wstrzymać na miesiąc produkcję Explorera II, nie doprowadzając do powstania ok. 25 tysięcy sztuk.
Dalsze ustalenia wykazały, że feralna partia opon Firestone powstała między 1994 a 1996 rokiem zakładach produkcyjnych tej firmy w mieście Ducatur w stanie Illinois. Ostatecznie, według dokumentów sądowych w wyniku wadliwych opon Firestone montowanych w Fordach Explorerach II, w wypadakach drogowych 271 osób zginęło, a 823 zostało rannych (według innych źródeł liczba ta sięgnęła nawet ponad 3 tysiące osób). Z powodu krytycznego znaczenia wysokiej temperatury na eksplozje lub deformowanie się opon w czasie jazdy, większość ofiar wypadków odnotowano w regionach o ciepłym klimacie jak w południowych stanach USA, Wenezueli czy Arabii Saudyjskiej. Przed Kongresem Stanów Zjednoczonych zmuszeni byli zeznawać zarówno prezesi Firestone, jak i Ford Motor Company, a skandal z przełomu wieków trwale poróżnił amerykańskie koncerny - w jego wyniku zerwany został zawarty w 1905 roku kontrakt na wyłączną współpracę, a Ford zmienił dostawcę na firmę Michelin.
Sprawę komplikuje fakt, że odnotowano także tragiczne wypadki Explorerów z innym ogumieniem marki Goodyear, co mogło potwierdzać wysuwaną tezę o współwinie Forda za skandal w postaci błędów konstrukcyjnych w układzie zawieszenia. W ciągu 4-letniej obecności rynkowej Explorera drugiej generacji egzemplarze wzywano do serwisu 20 razy. Skandal wokół Forda Explorera drugiej generacji jest nazywany największym skandalem wokół bezpieczeństwa transportu samochodowego w historii Stanów Zjednoczonych.

## Trzecia generacja

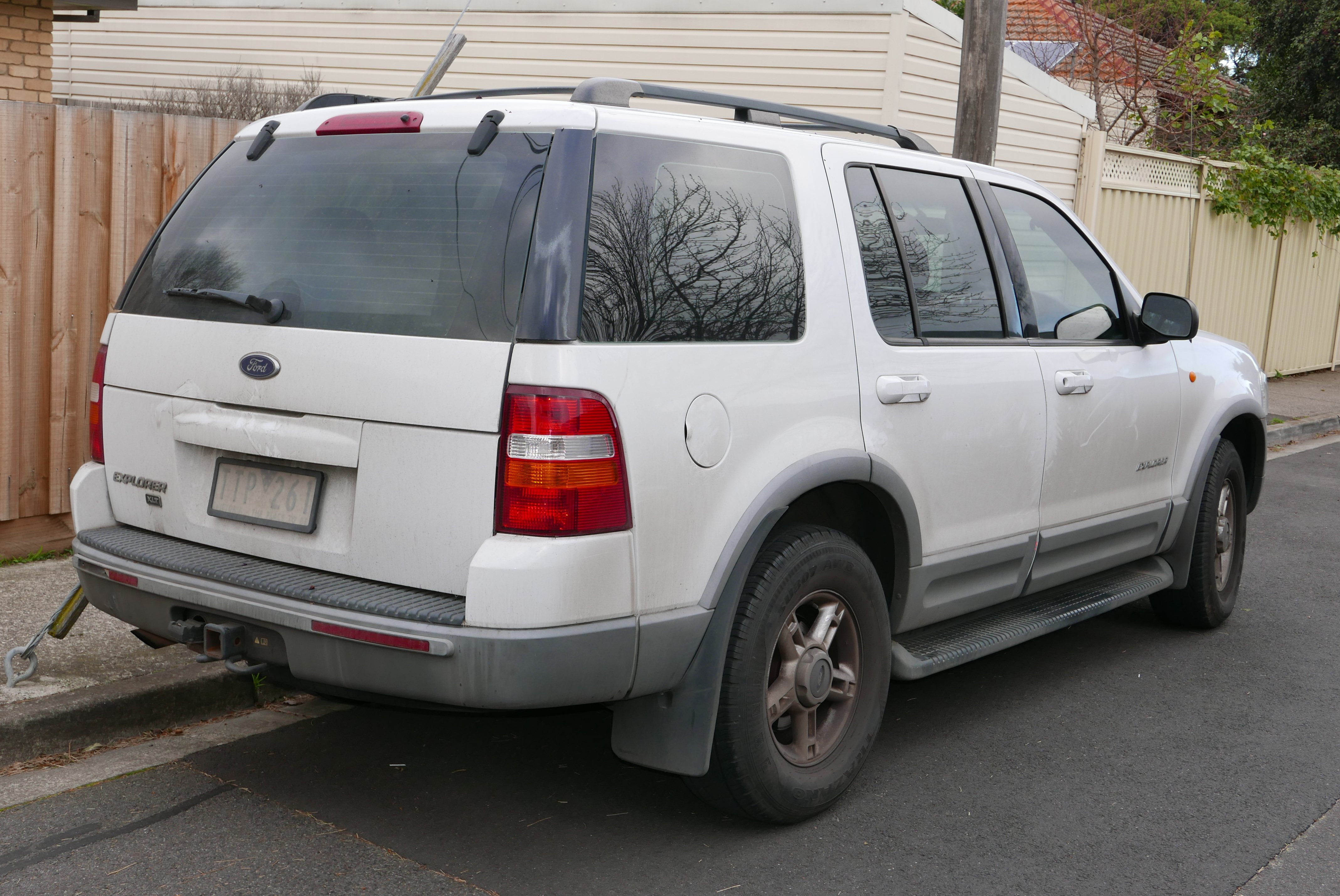
Ford Explorer III - tył

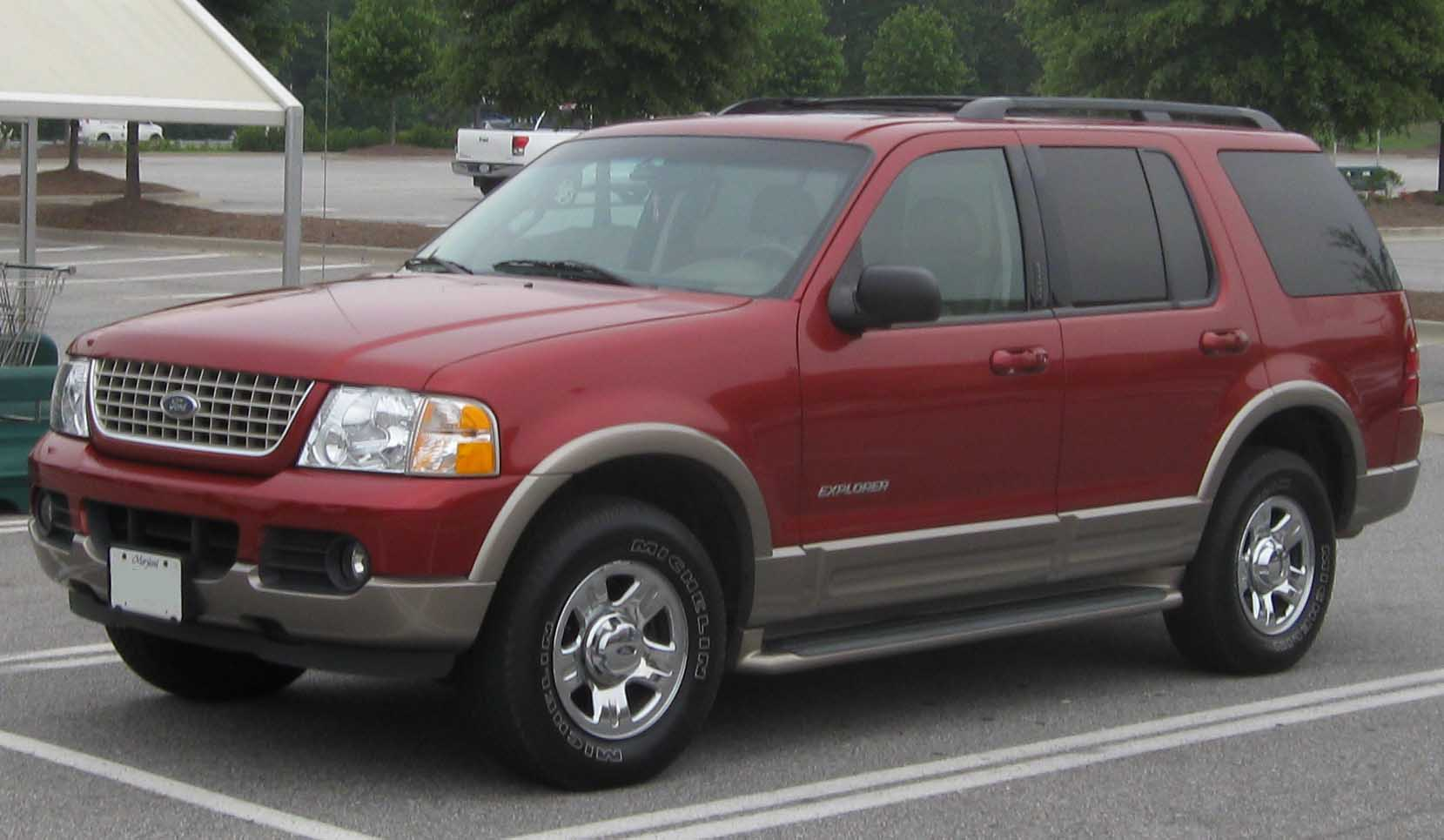
Ford Explorer III Eddie Bauer

Ford Explorer III został zaprezentowany po raz pierwszy w 2000 roku.
Po trwających 3 lata pracach konstrukcyjnych, samochód zadebiutował jako zbudowany od podstaw nowy model zastępujący poprzednika opartego na ponad 10-letniej konstrukcji powiązanej z pierwszą generacją Forda Rangera. Samochód zyskał radykalnie odmieniony wygląd, charakteryzując się bardziej muskularnymi kształtami nadwozia i masywnym przednim pasem z wysoko umieszczonymi reflektorami.
W przeciwieństwie do poprzedników, płyta podłogowa Explorera trzeciej generacji została opracowana z dedykacją dla tego modelu. Nadwozie oparto na ramie nowej generacji, która dzięki płaskiej strukturze umożliwiła wygospodarowanie większej ilości miejsca w kabinie pasażerskiej. Samochód stał się także sztywniejszy i stabilniejszy na drodze dzięki niezależnemu zawieszeniu.
Wraz z wprowadzeniem trzeciej generacji modelu dodano do wnętrza trzeci rząd siedzeń, dzięki którym auto stało się pojazdem siedmioosobowym. W 2002 roku po raz ostatni można było zamówić pojazd wyposażony w ręczną skrzynię biegów.
Gamę jednostek napędowych utworzyło słabsze V6 o pojemności 4 litrów i mocy 213 KM, a także topowe V8 charakteryzujące się pojemnością 4,6 litra i mocą 242 KM. Silniki dopracowane zostały głównie pod kątem kultury pracy.

### Sprzedaż
Głównymi rynkami zbytu dla trzeciej generacji Forda Explorera ponownie zostały rynki Ameryki Północnej na czele z  rodzimymi Stanami Zjednoczonymi, a także wybrane kraje Ameryki Południowej i Bliskiego Wschodu. Po raz drugi i ostatni samochód oferowany był także w Australii, jako jedynym dla tej generacji rynku lewostronnym.

### Wersje wyposażeniowe
- Sport Value
- Sport Choice
- XLS
- Sport Premium
- XLT
- Eddie Bauer
- Limited

### Silniki
- V6 4.0 213 KM
- V8 4.6 242 KM

## Czwarta generacja

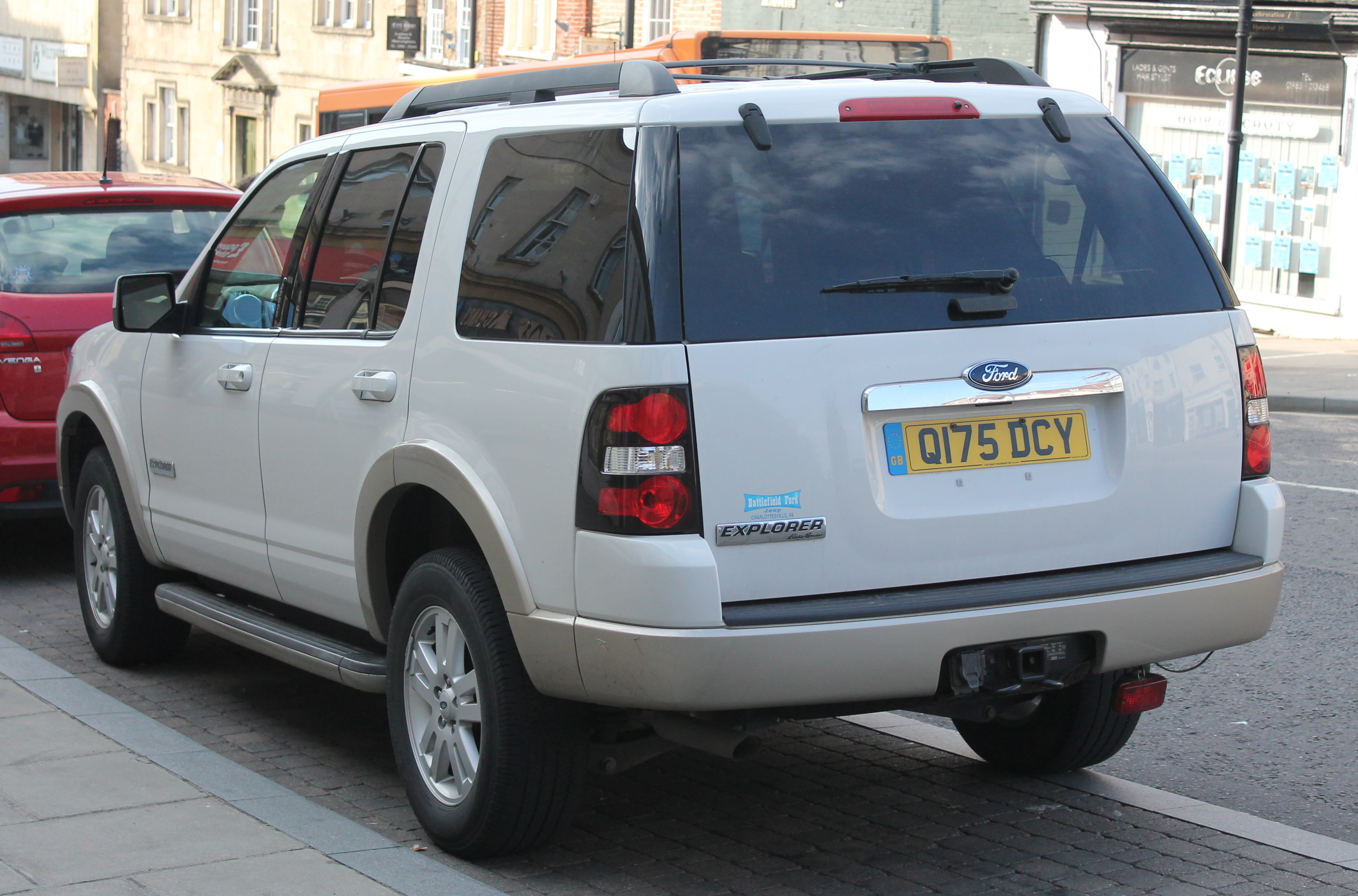
Ford Explorer IV - tył

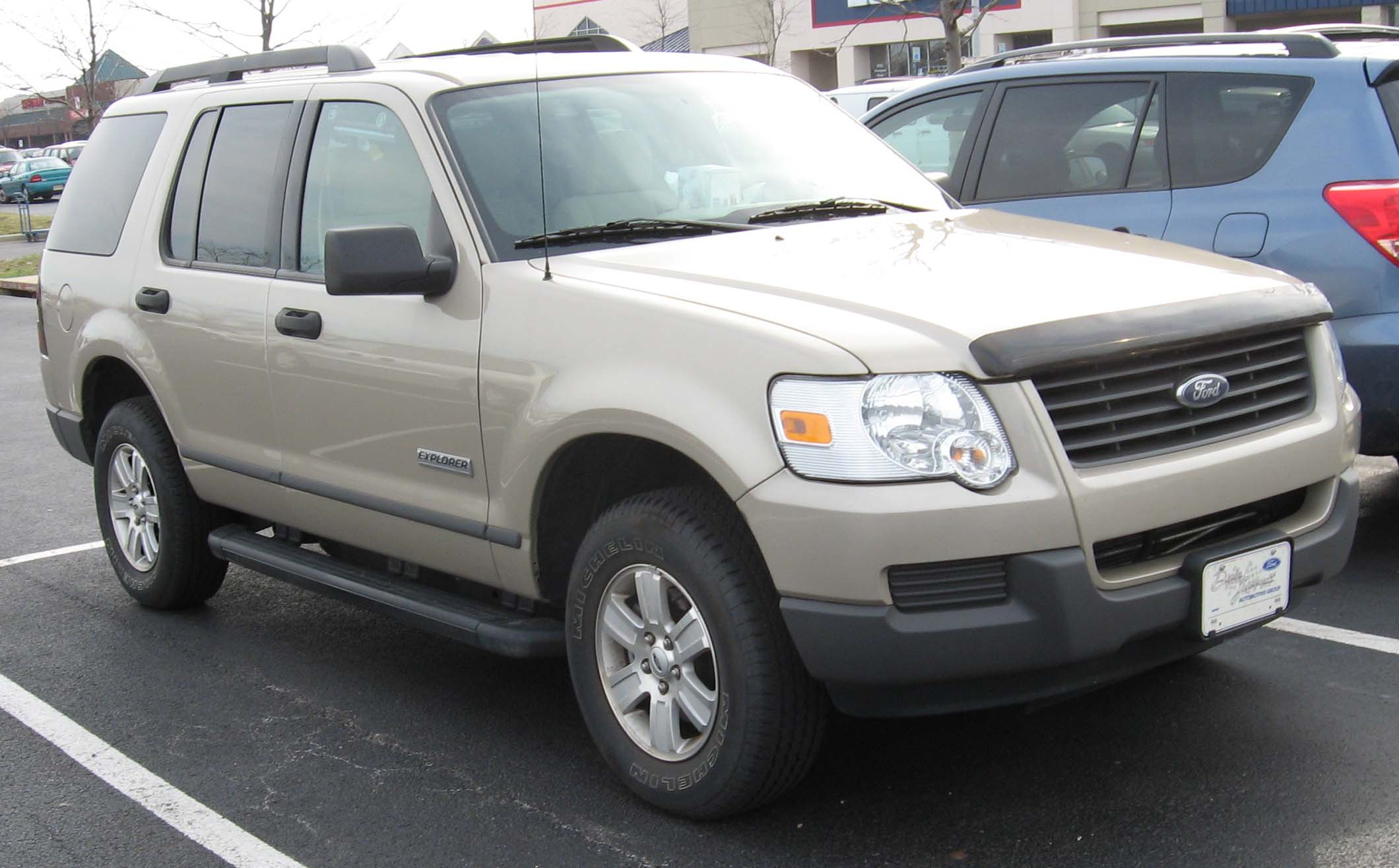
Ford Explorer IV XLT

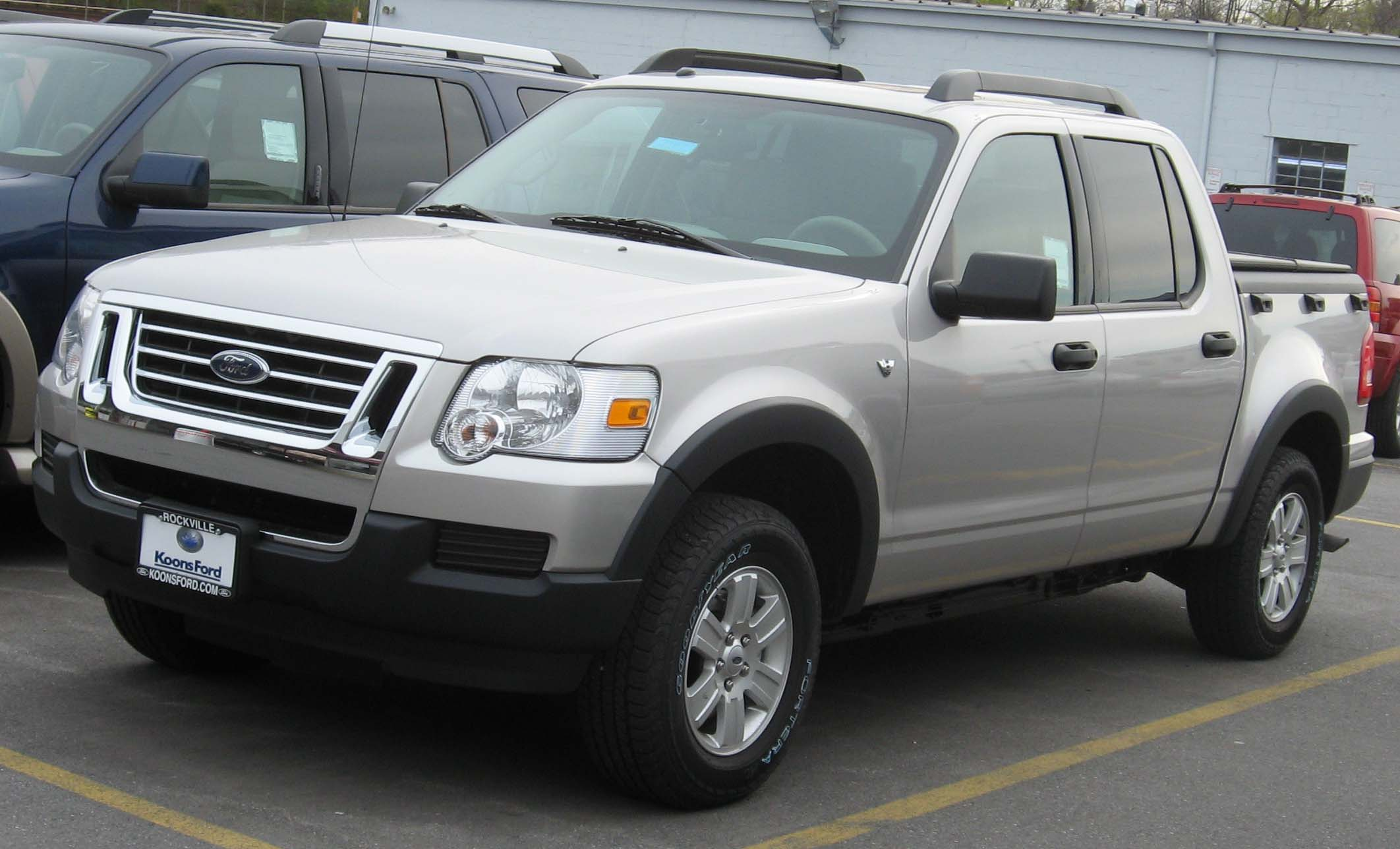
Ford Explorer Sport Trac II

Ford Explorer IV został zaprezentowany po raz pierwszy w 2005 roku.
Podobnie jak w przypadku drugiej generacji, konstruując Forda Explorera IV producent nie zdecydował się na nowy model, a jedynie głęboko zmodernizowanego poprzednika po obszernych modyfikacjach wizualnych oraz technicznych.
Samochód zyskał zupełnie nowy wygląd pasa przedniego z niżej osadzonymi reflektorami z charakterystyczną łezką, a także niżej umieszczoną atrapę chłodnicy z większym logo firmowym. Ponadto, nieznacznie przeprojektowano też lampy tylne oraz zintegrowano klapę bagażnika - odtąd jednoskrzydłową.
Wprowadzono zupełnie nowy projekt kabiny pasażerskiej, która została dopracowana nie tylko pod kątem użytych materiałów wykończeniowych, ale wyposażenia, którego listę dodatków szczególnie rozszerzono w topowej odmianie Eddie Bauer. Pojawił się ekran systemem nawigacji czy rozbudowany system nagłośnieniowy audio z 10 głośnikami. Charakterystyczną cechą wizualną topowych odmian Explorera IV stały się bogate chromowane ozdobniki, szczególnie obficie widoczne w pasie przednim między atrapą chłodnicy a zderzakiem.
Czwarta generacja pojazdu poprzez wydłużony rozstaw osi stała się też wyraźnie większa od poprzednich za sprawą nowego modelu, który w międzyczasie pojawił się w ofercie – Freestyle, który uplasował się wymiarowo między Explorerem a kompaktowym Escape. Pod kątem technicznym, Explorer IV zyskał ponadto dopracowany układ kierowniczy, przeprojektowany układ zawieszenia, a także skuteczniejsze i wydajniejsze hamulce nowej generacji.
Ford Explorer czwartej generacji po raz pierwszy od momentu debiutu nie był oferowany z manualną skrzynią biegów - każdy wariant napędowy wyposażony był w sześciobiegową hydrauliczną automatyczną skrzynię biegów nowej generacji.
W 2006 roku czwarta generacja Explorera zajęła drugie miejsce w konkursie North American Truck of the Year. Wyprzedziła go jedynie Honda Ridgeline.

### Wersje wyposażeniowe
- XLT
- Eddie Bauer
- Limited

### Silniki
- V6 4.0 SOHC 210 KM
- V8 4.6 SOHC 292 KM

## Piąta generacja

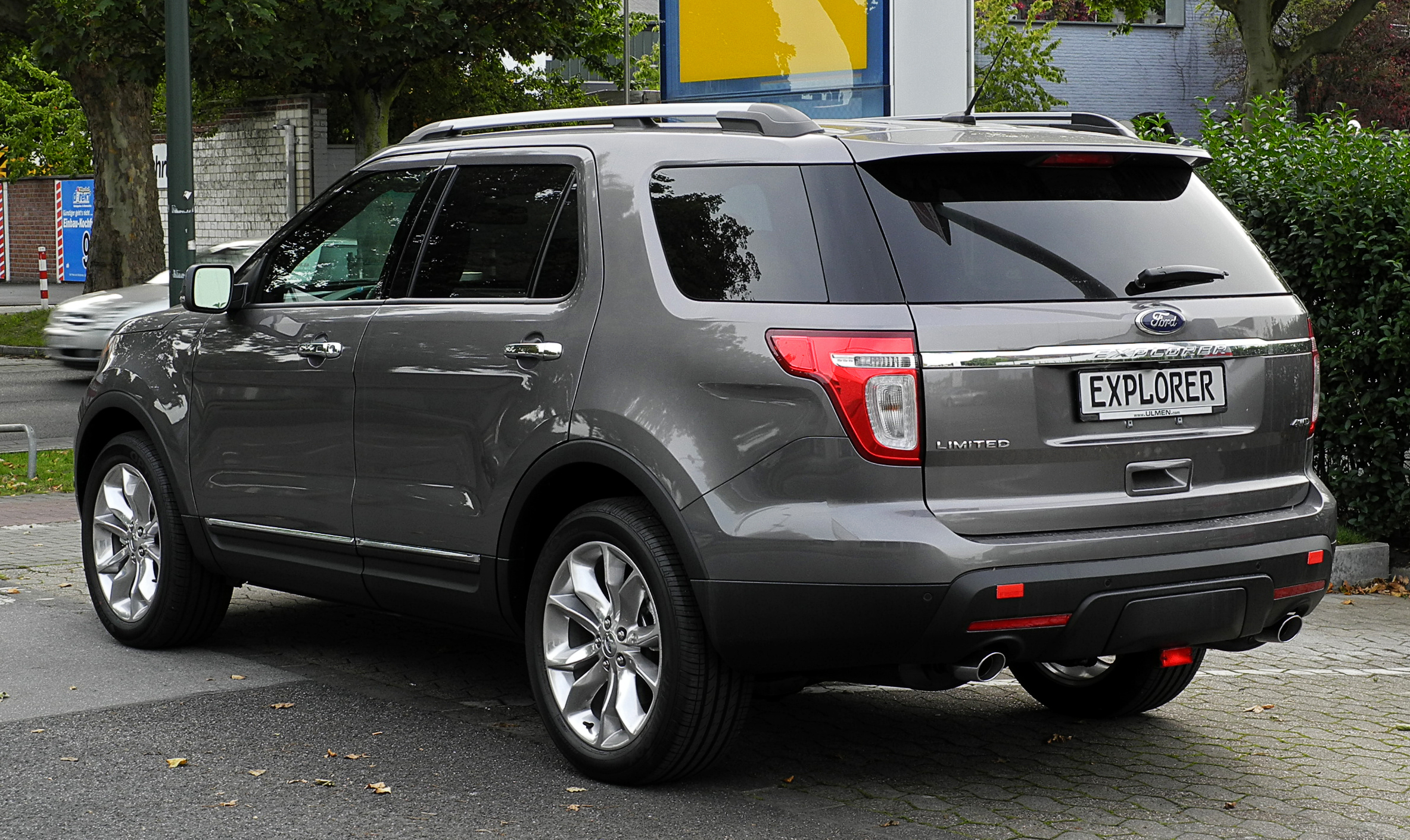
Ford Explorer V - tył

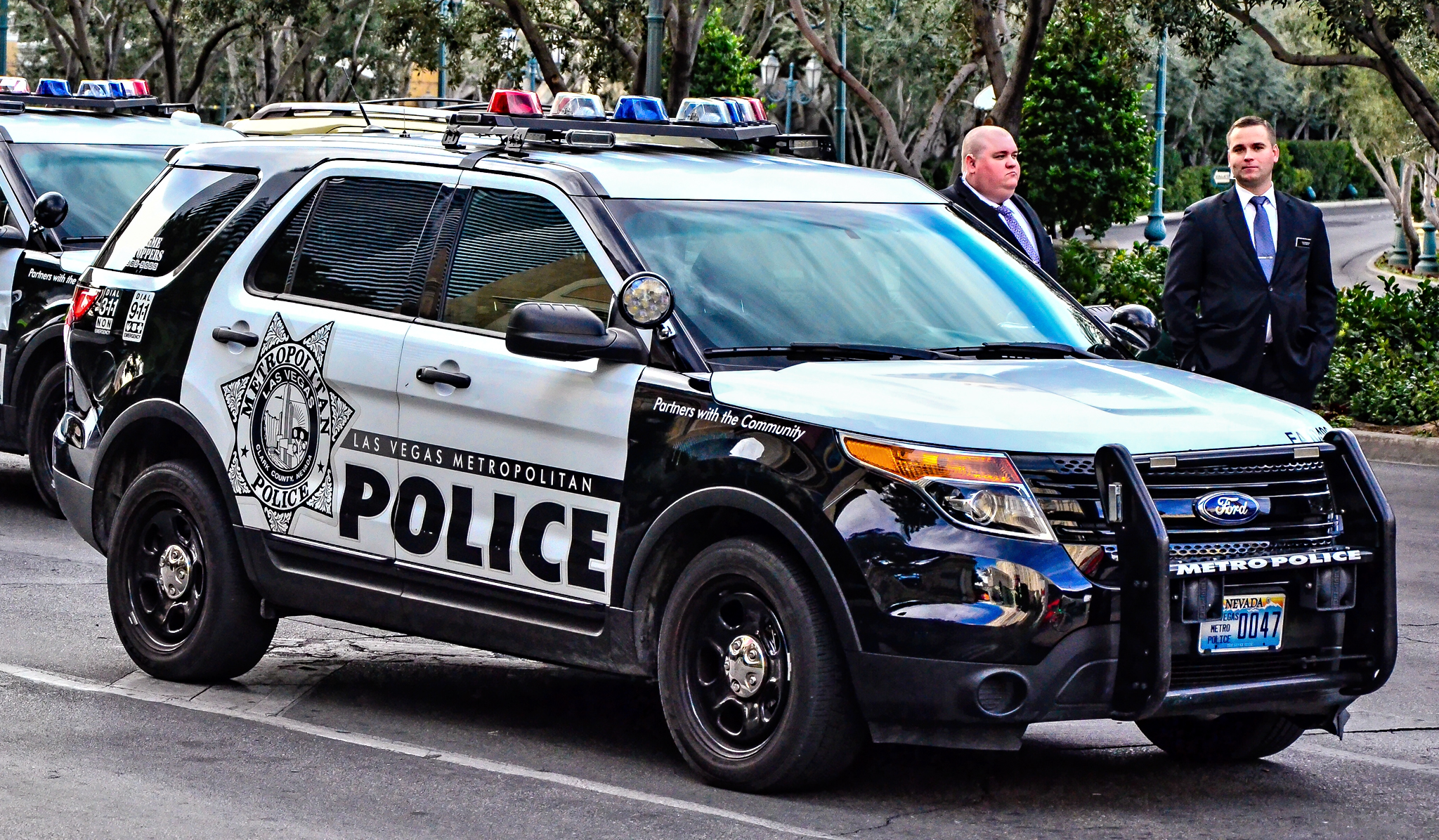
Ford Explorer V Police Interceptor

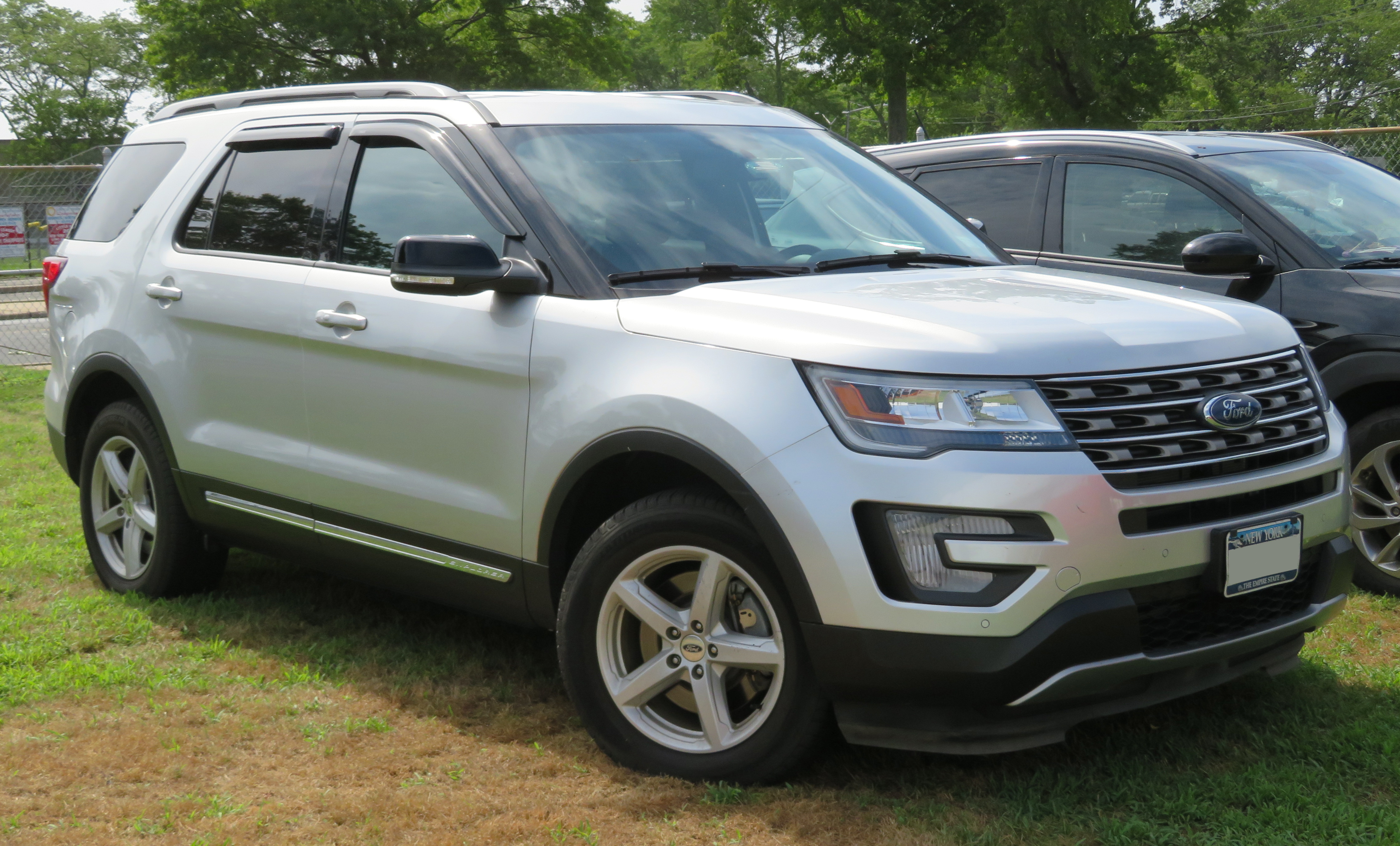
Ford Explorer V po liftingu

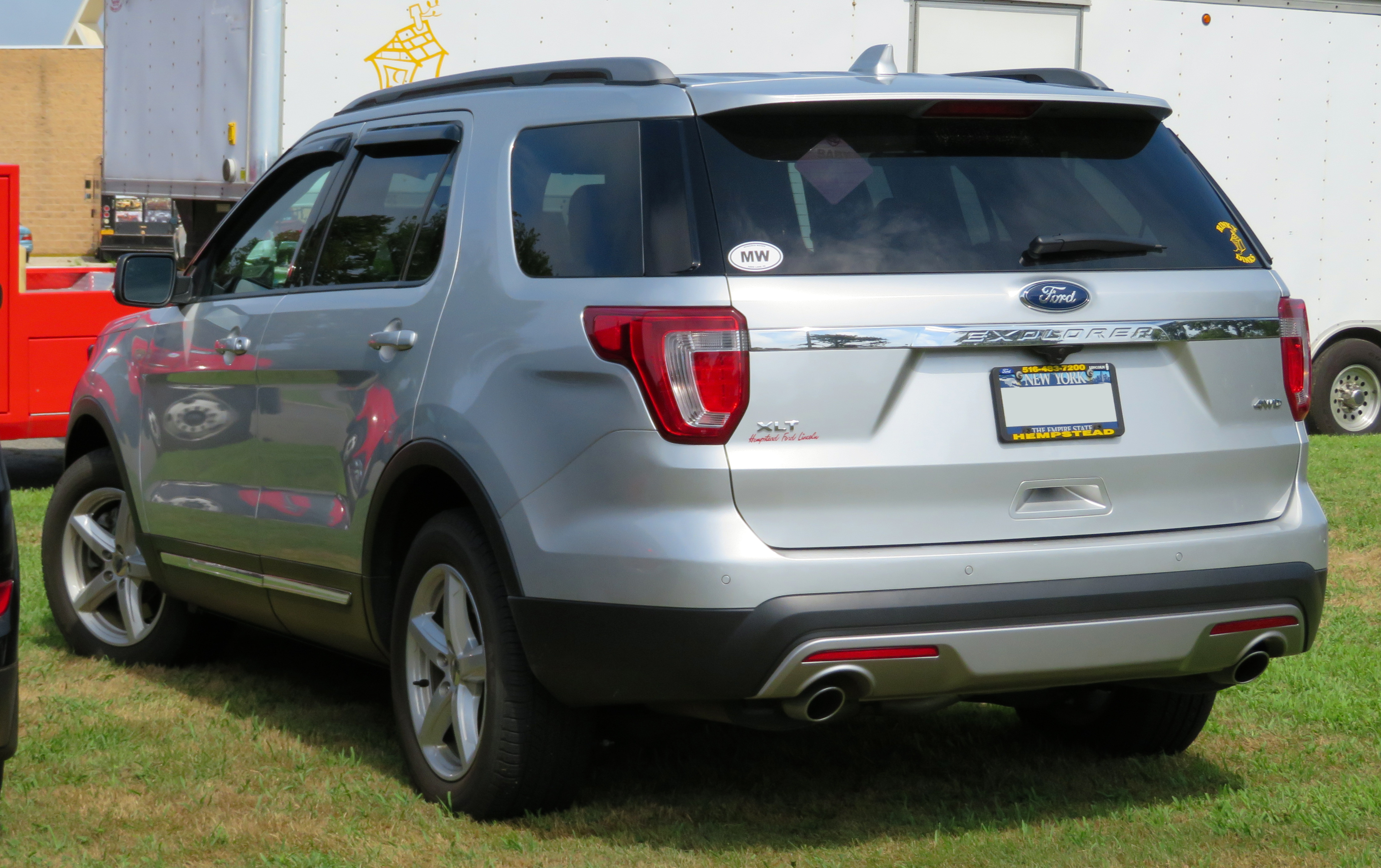
Ford Explorer V - tył po liftingu

Ford Explorer V został po raz pierwszy zaprezentowany w 2010 roku.
Po dekadzie rynkowej obecności, z początkiem drugiej dekady XXI wieku Ford podjął decyzję o porzuceniu konstrukcji z 2000 roku i ponownie opracował od podstaw zupełnie nową generację realizującą zupełnie nową koncepcję. Samochód po raz pierwszy nie został opracowany w oparciu o ramę, lecz nadwozie samonośne. Pojazd w ten sposób odszedł od charakteru łączącego samochód osobowy z terenowym na rzecz klasycznego SUV-a o bardziej drogowym charakterze.
Ford Explorer piątej generacji powstał według zupełnie nowej estetyki, którą po raz pierwszy wdrożono w 2009 roku przy okazji prezentacji pokrewnego modelu Taurus. Zamiast kanciastej, foremnej sylwetki, pojazd zyskał bardziej nieregularne kształty z wysoko poprowadzoną linią okien, licznymi przetłoczeniami, dużym prostokątnym grillem, a także reflektorami w kształcie bumerangów.
Zmiany konstrukcyjne w Explorerze V nie ograniczyły się tylko do nowego sposobu budowy nadwozia. Samochód stał się znacznie dłuższy, przekraczając pod tym kątem próg 5 metrów, a także szerszy. Karoseria zyskała pod kątem wartości aerodynamicznych, a na liście wyposażenia po raz pierwszy pojawiły się rozbudowane systemy bezpieczeństwa.
Pomimo porzucenia koncepcji poprzednika opartego na ramie, Ford Explorer V zachował właściwości umożliwiające na poruszanie się w lekkim terenie. Opocjonalny odtąd napęd 4x4 może współpracować z systemem wsparcia jazdy po bezdrożach.

### Sprzedaż
W przeciwieństwie do poprzednika, Ford ponownie zdecydował się poszerzyć zasięg rynkowy Explorera przy okazji modelu piątej generacji. Poza Stanami Zjednoczonymi, Kanadą, Meksykiem, a także Bliskim Wschodem i Ameryką Południową, pojazd trafił do sprzedaży także w Chinach oraz Rosji.

### Lifting
W listopadzie 2014 roku przedstawiono model po gruntownej modernizacji, w ramach której ford Explorer piątej generacji przeszedł obszerne modyfikacje wyglądu zewnętrznego. W największym zakresie zmodyfikowano wygląd pasa przedniego, gdzie pojawiły się nowe reflektory o bardziej regularnym, podłużnym kształcie umieszczone pod górną krawędzią maski. Ponadto, wprowadzono także inny kształt atrapy chłodnicy i nowe zderzaki.
Poza pasem przednim, producent przeprojektował także wygląd tylnego zderzaka i klapy bagażnika, a także zaokrąglił krawędź lamp. W gamie wariantów wyposażeniowych pojawiła się nowa odmiana Platinum, a także dodatkowe opcje wyposażenia i wzory alufelg.

### Wersje wyposażeniowe
- Base
- XLT
- Limited

Standardowe wyposażenie pojazdu obejmuje m.in. 4,2 calowy wyświetlacz LCD umieszczony obok prędkościomierza; system ustawień kierowcy dopasowany do danego kluczyka, system filtrujący powietrze w kabinie, wyjście AUX/media, tempomat, elektryczne sterowanie szyb, elektryczne sterowanie lusterek, centralny zamek z funkcją blokady tylnych drzwi, cztery gniazda 12 V.
W zależności od wersji wyposażeniowej pojazd opcjonalnie wyposażyć można m.in. w automatyczne światła, automatyczną skrzynię biegów z funkcją manualnej zmiany biegów przyciskiem na drążku, podgrzewane lusterka z kierunkowskazami LED, czujniki cofania, składane elektrycznie lusterka zewnętrzne z funkcją ustawień kierowcy, stylistyczne podświetlenie wnętrza, regulację pedałów z funkcją pamięci, dwustrefową automatyczną klimatyzację, w pełni regulowany elektrycznie fotel kierowcy, samo ściemniające się lusterko wewnętrzne, kamerę cofania, gniazdko 110 V, bezkluczykowy zamek z zapłonem, system synchronizacji z pilotem od bramy garażowej oraz multimediami, telefonem oraz nawigacją.

### Silniki[36][37][38]
| Silnik          | Typ Paliwa | Moc (KM) | Moment Obrotowy (Nm)       | Zużycie paliwa (Cykl Mieszany) | Układ rozrządu | Układ wtrysku paliwa |
| --------------- | ---------- | -------- | -------------------------- | ------------------------------ | -------------- | -------------------- |
| V6 3.5 Ecoboost | Benzyna    | 280      | 420 przy 3000 Obr./min.    | 10.6 l/100 km                  | DOHC           | Wtrysk bezpośredni   |
| V6 3.5 Ti-VCT   | Benzyna    | 290      | 346 przy 4000 Obr./min.    | 11.7 l/100 km                  | Ti-VCT         | Wtrysk wielopunktowy |
| V6 3.5 Ecoboost | Benzyna    | 365      | 475 Nm przy 4500 Obr./min. | 13 l/100 km                    | Ti-VCT         | Wtrysk bezpośredni   |

- R4 2.0 EcoBoost Turbo 237 KM
- V6 3.5 Duratec Ti-VCT 290 KM
- V6 3.5 EcoBoost TwinTurbo 365 KM
- V6 3.7 Cyclone Ti-VCT

## Szósta generacja

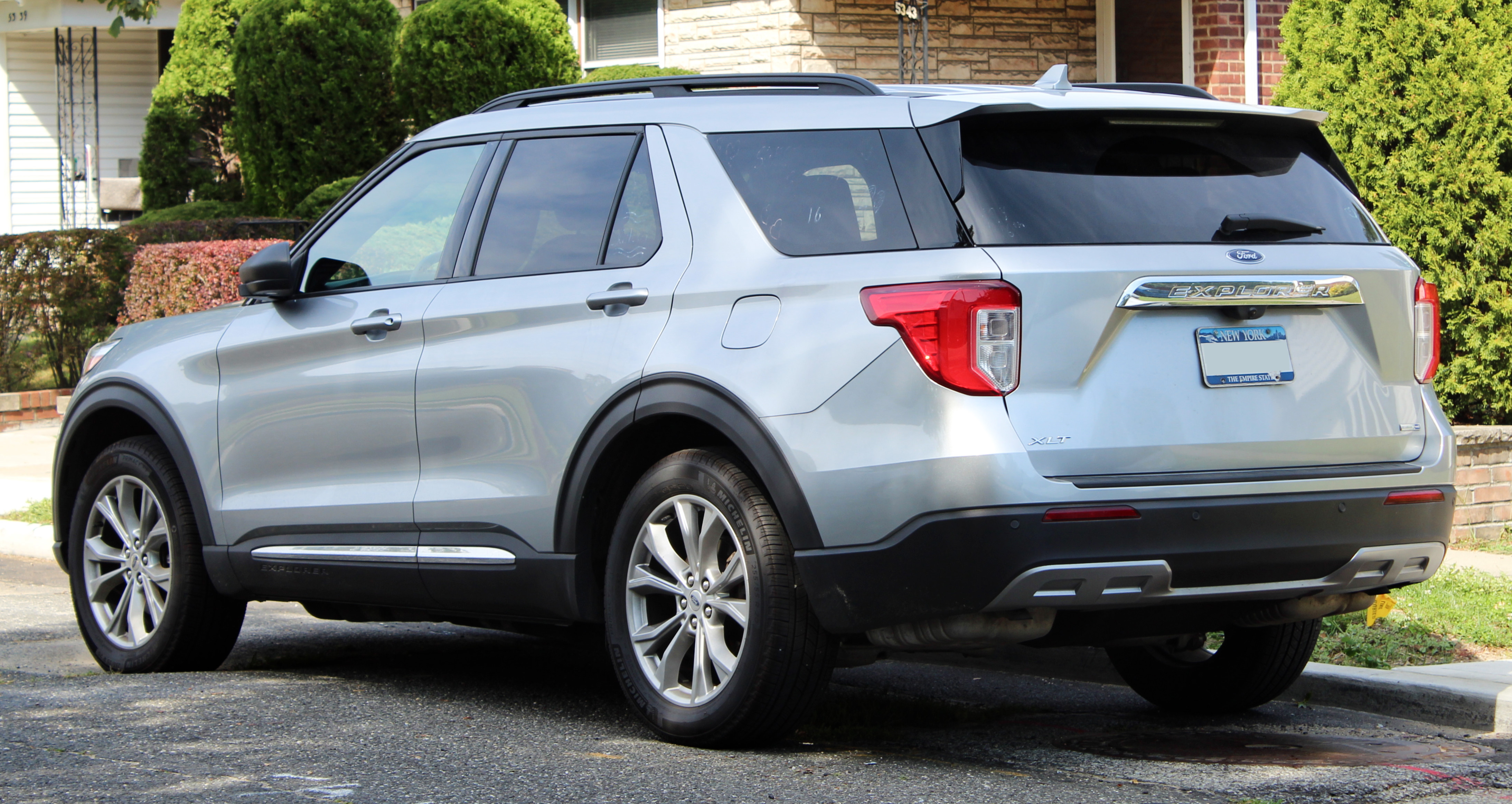
Ford Explorer VI - tył

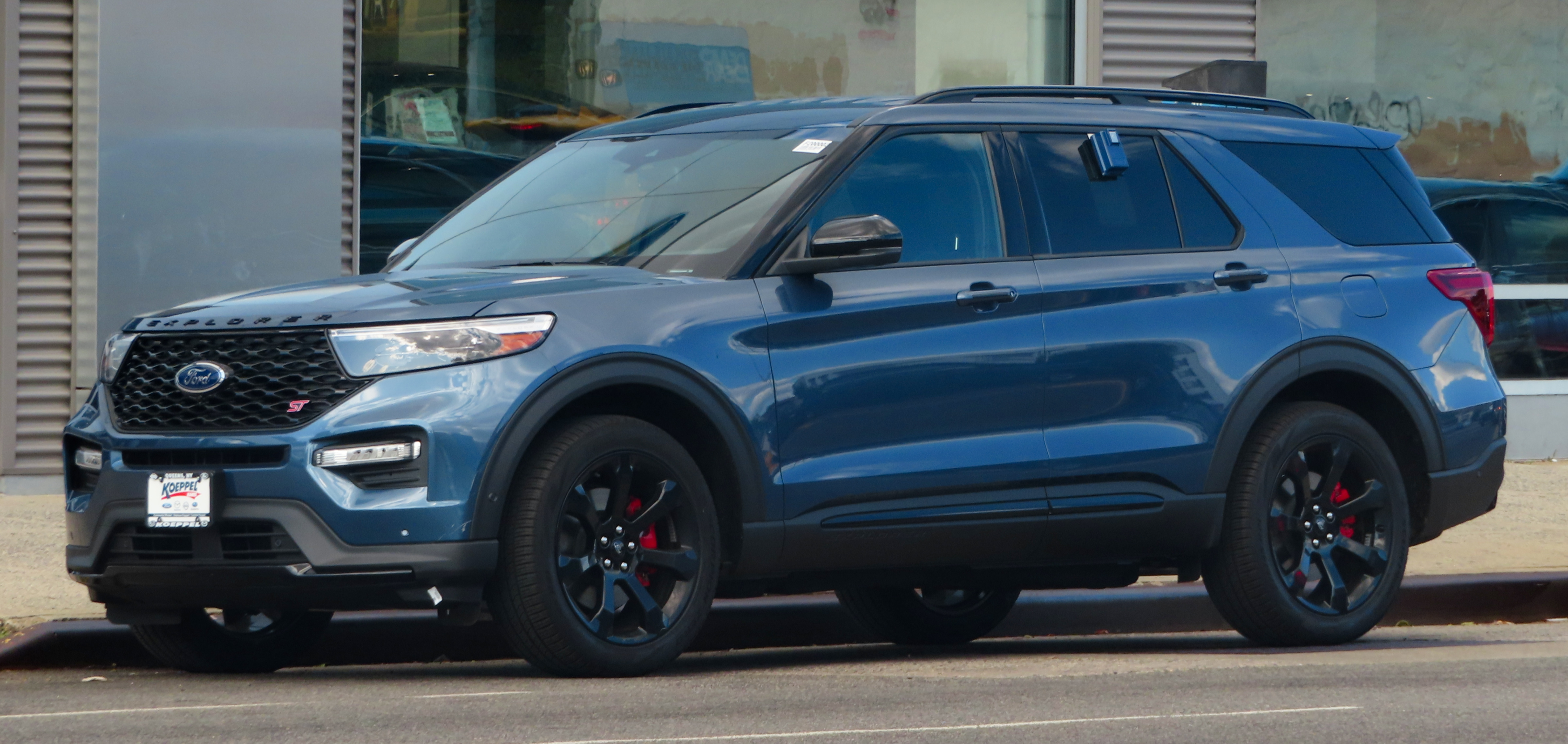
Ford Explorer VI ST

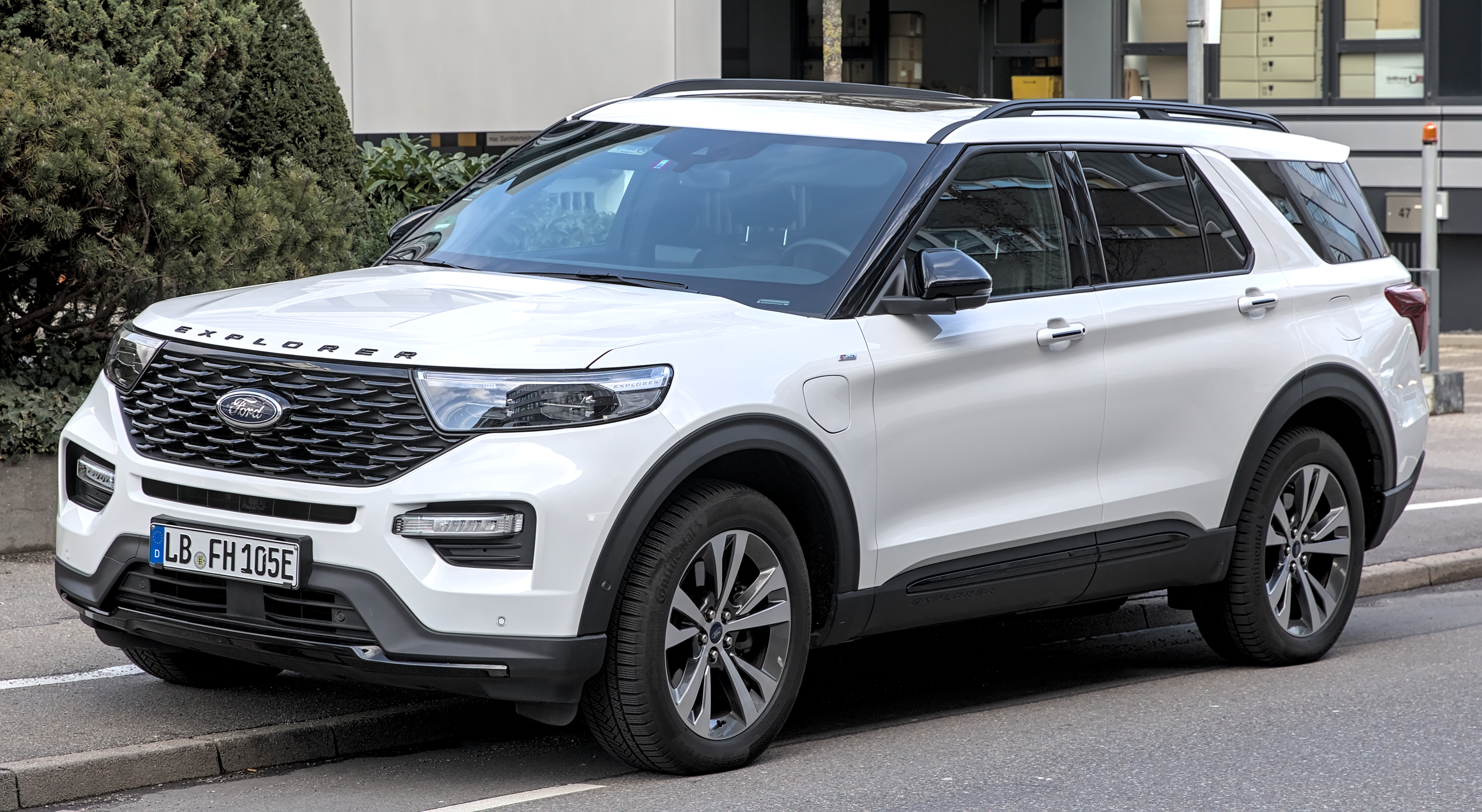
europejski Ford Explorer VI PHEV

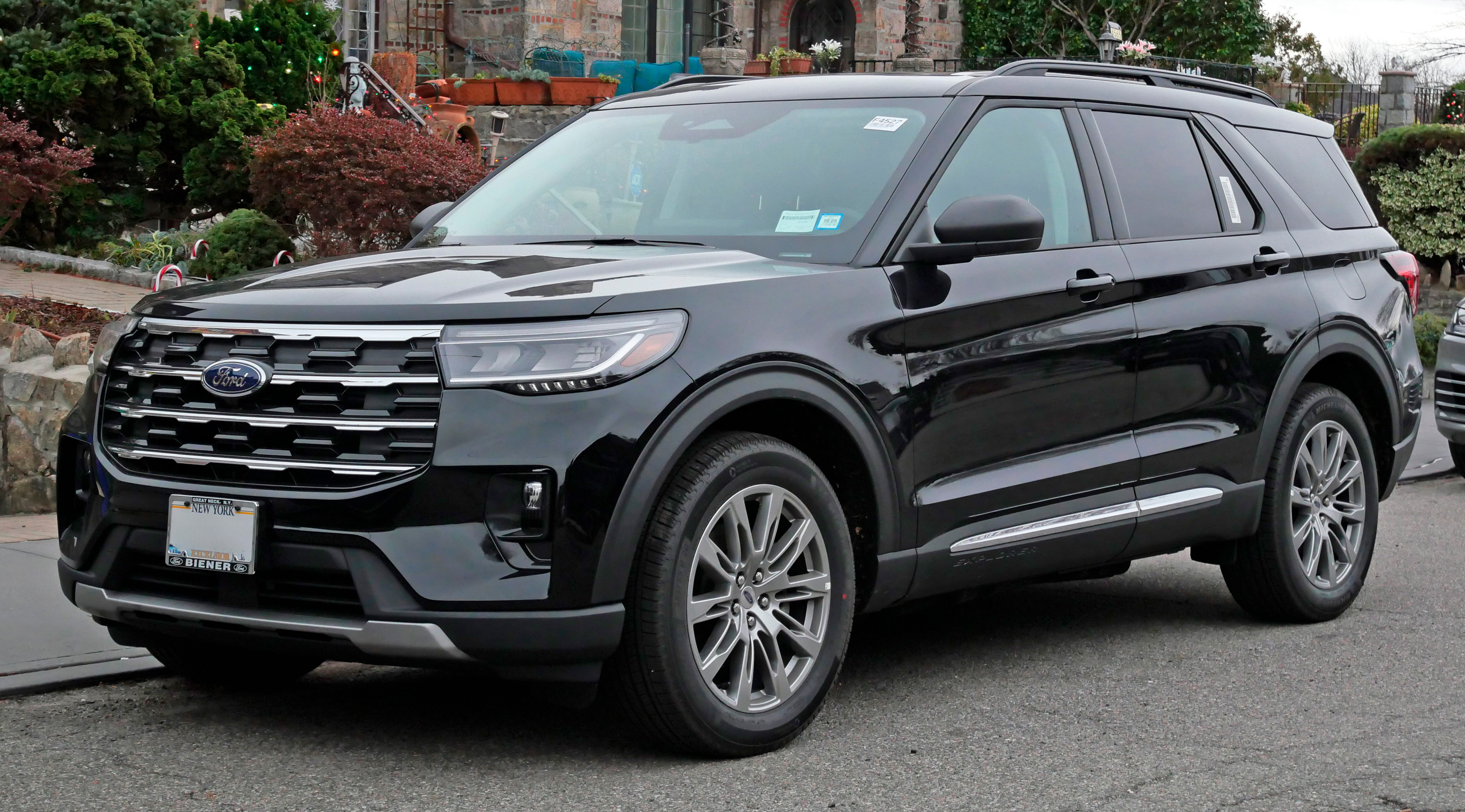
Ford Explorer VI po liftingu

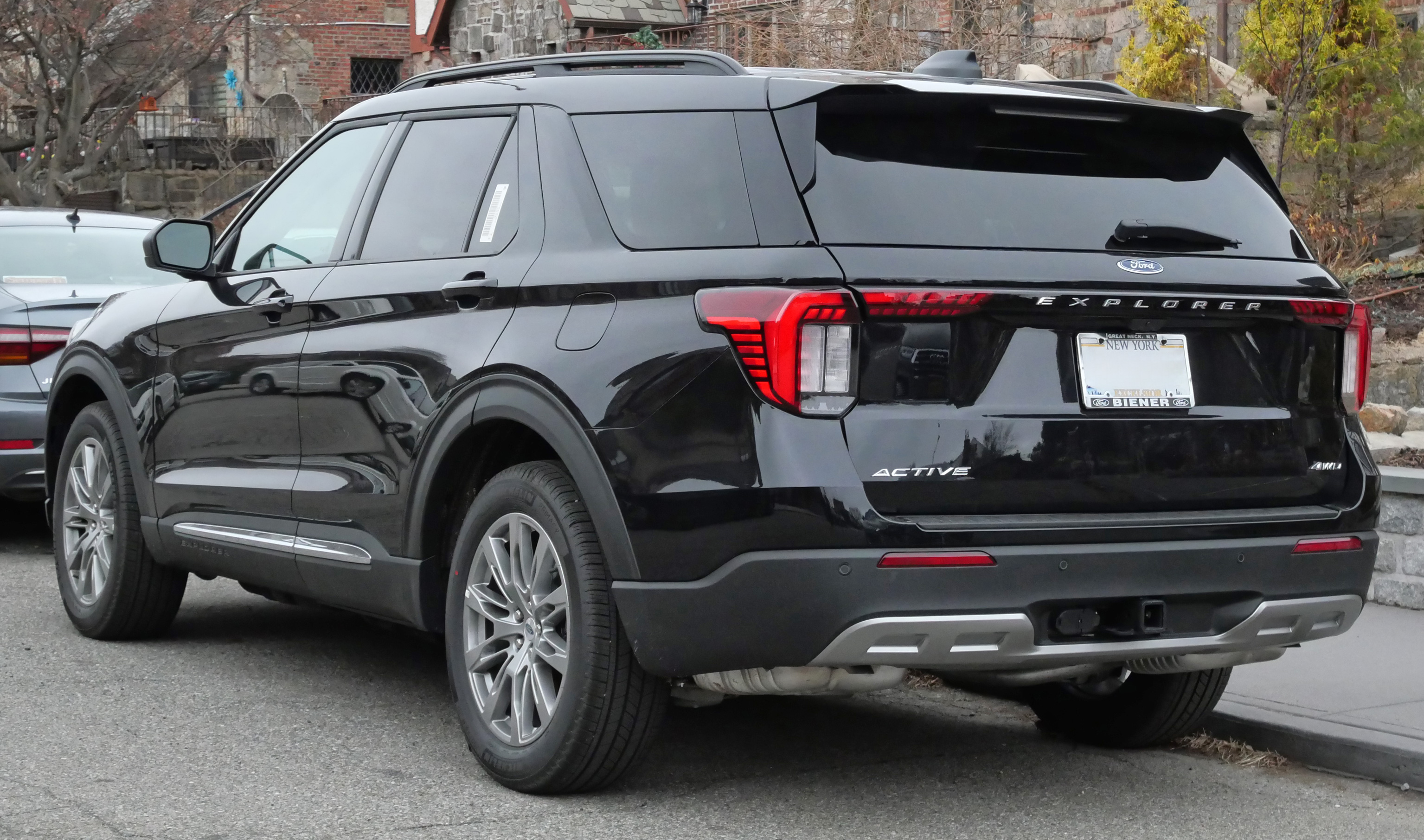
Ford Explorer VI - tył po liftingu

Ford Explorer VI został zaprezentowany po raz pierwszy w styczniu 2019 roku.
Po 9 latach produkcji dotychczasowego modelu Ford przedstawił zupełnie nową, szóstą generację Explorera opracowaną na platformie nowej generacji niosącej istotne zmiany techniczne. W przeciwieństwie do poprzednika, SUV Forda ponownie stał się bazowo samochodem nie przednio-, lecz tylnonapędowym, z opcją doboru stałego napędu na obie osie. Nowy Ford Explorer został wyposażony w zaawansowany hybrydowy układ napędowy Typu Plug-in współpracujący z 3-litrowym silnikiem EcoBoost V6 z turbodoładowaniem, zapewniając 457 KM mocy. Silnik jest wyposażony w inteligentną 10-biegową automatyczną skrzynię biegów.
Samochód pod kątem stylistycznym przeszedł ewolucyjny zakres zmian. Zyskał bardziej agresywny wygląd, ostrzejsze kanty i smuklej uformowaną bryłę nadwozia. Reflektory zyskały strzelistą, podłużną formę, a atrapa chłodnicy otrzymała trapezoidalny kształt. Nadwozie jest dłuższe, ale i niższe i tak samo szerokie, jak poprzednik. Wyraźnie zmienił się jednak rozstaw osi, który pozwolił wygospodarować w kabinie pasażerskiej znacznie więcej przestrzeni< dla każdego z pasażerów na trzech rzędach siedzeń. Podstawowa wersja Forda Explorer dostępna jest w dwóch wersjach wyposażenia: ST-Line i Platinum oraz w ośmiu wersjach kolorystycznych.
Gruntownie przeprojektowano także kabinę pasażerską pod kątem wystroju, gdzie zastosowano deskę rozdzielczą zaprojektowaną według nowego wzornictwa. W miejscu zegarów znalazł się 12,3-calowy wyświetlacz wirtualnego kokpitu, a konsolę centralną zdominował umieszczony wysoko 10-calowy ekran systemu multimedialnego o nietypowej, pionowej formie.

### Explorer ST
Po raz pierwszy od debiutu Explorera na rynku jego gamę wariantów napędowych uzupełniła sportowa odmiana Explorer ST. Pod kątem wizualnym wyróżnia się ona czarnym malowaniem atrapy chłodnicy i większych, 21-calowych alufelg, a także ciemnymi wkładami reflektorów, spojlerem oraz dyfuzorem zdobionym poczwórną końcówką wydechu. Pojazd napędza 3-litrowe V6 o mocy 400 KM, a także charakteryzuje się obniżonym, usztywnionym zawieszeniem.

### Explorer PHEV
Pierwszy raz Ford Explorer oferowany jest także w odmianie hybrydowej typu plug-in. Spalinowo-elektryczny układ napędowy łączy silnik benzynowy o pojemności 3-litrów w układzie V6 co łącznie z silnikiem elektrycznym oferuje moc 457 KM i 826 Nm maksymalnego momentu obrotowego. Napęd przenoszony jest za pomocą 10-biegowej automatycznej przekładni, a ładowana z gniazdka bateria umożliwia przejechanie w trybie elektrycznym do ok. 40 kilometrów.

### Lifting
W sierpniu 2022 Ford Explorer szóstej generacji przeszedł kompleksową restylizację, która przez kolejne półtora roku była początkowo ograniczona wyłącznie do rynku chińskiego. Samochód zyskał większą, chromowaną atrapę chłodnicy z listwą świetlną, węższe reflektory wykonane w technologii full LED, a także dwuczęściowe lampy tylne połączone chromowaną listwą. Chiński oddział Forda zastosował także nowy projekt deski rozdzielczej o bardziej minimalistyczno-cyfrowym układzie, z dużym 27-calowym dotykowym ekranem biegnącym przez całą szerokość kokpitu. W styczniu 2024 restylizację zastosowano także wobec amerykańskiej odmiany Explorera, zewnętrzny wygląd pozostawiając bez zmian względem modelu dostępnego w Chinach. Zmiany zastosowano jednak we wnętrzu, gdzie wprowadzono inny projekt deski rodzielczej z masywną deską rozdzielczą z dużą półką na smartfona, poziomym układem nawiewów i umieszczonym na szczycie 13,2 calowym ekranem dotykowym systemu multimedialnego.

### Sprzedaż
Podobnie jak dotychczasowe wcielenia, Explorer VI oferowany jest m.in. w Ameryce Północnej i Południowej, na Bliskim Wschodzie, a także w Chinach i Rosji oraz wybranych rynkach azjatyckich jak Malezja. Ponadto, w kwietniu 2019 roku Ford przedstawił oficjalne fotografie i specyfikację europejskiej odmiany Explorera VI, przywracając tego dużego SUV-a do sprzedaży na Starym Kontynencie pierwszy po 20-letniej przerwie, odkąd w 2000 roku wycofano tutaj model drugiej generacji. Z powodu zaostrzających się norm emisji spalin z 2020 rokiem, Explorer trafił do spredaży w Europie tylko w spalinowo-elektrycznej odmianie PHEV będącej hybrydą typu plug-in. Oficjalny debiut europejskiego Explorera miał miejsce we wrześniu 2019 roku na Salonie we Frankfurcie. Samochód nie zdobył popularności w tym regionie i zniknął ze sprzedaży 4 lata później, kiedy to równolegle jego nazwę przejął opracowany specjalnie dla Europy mniejszy, kompaktowy elekryczny SUV Explorer EV.

### Silniki
- R4 2.3 EcoBoost Turbo 237 KM
- V6 3.0 EcoBoost
- V6 3.0 EcoBoost Plug-in Hybrid